# Serial ATA
SATA (Serial ATA, S-ATA) é uma interface de barramento de computador que conecta adaptadores de barramento de host a dispositivos de armazenamento em massa, como unidades de disco rígido, unidades ópticas e unidade de estado sólido. O Serial ATA sucedeu ao padrão anterior Parallel ATA (PATA) para se tornar a interface predominante para dispositivos de armazenamento.
As especificações de compatibilidade do setor Serial ATA são originárias da Serial ATA International Organization (SATA-IO), que são então lançadas pela INCITS Comitê Técnico T13, Anexo AT (INCITS T13).

## Histórico

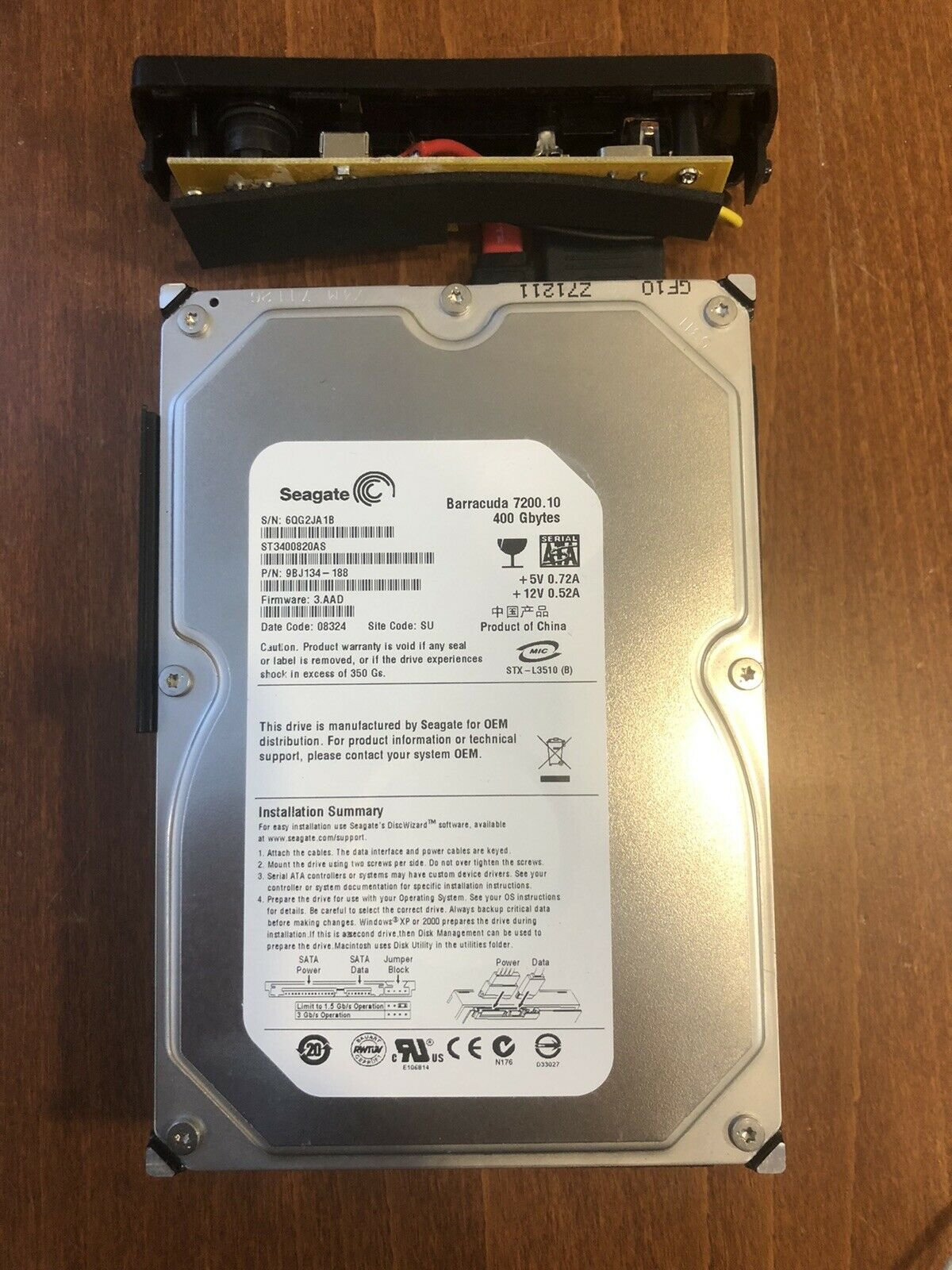
Uma unidade de disco rígido SATA (Serial ATA) de 3,5 polegadas

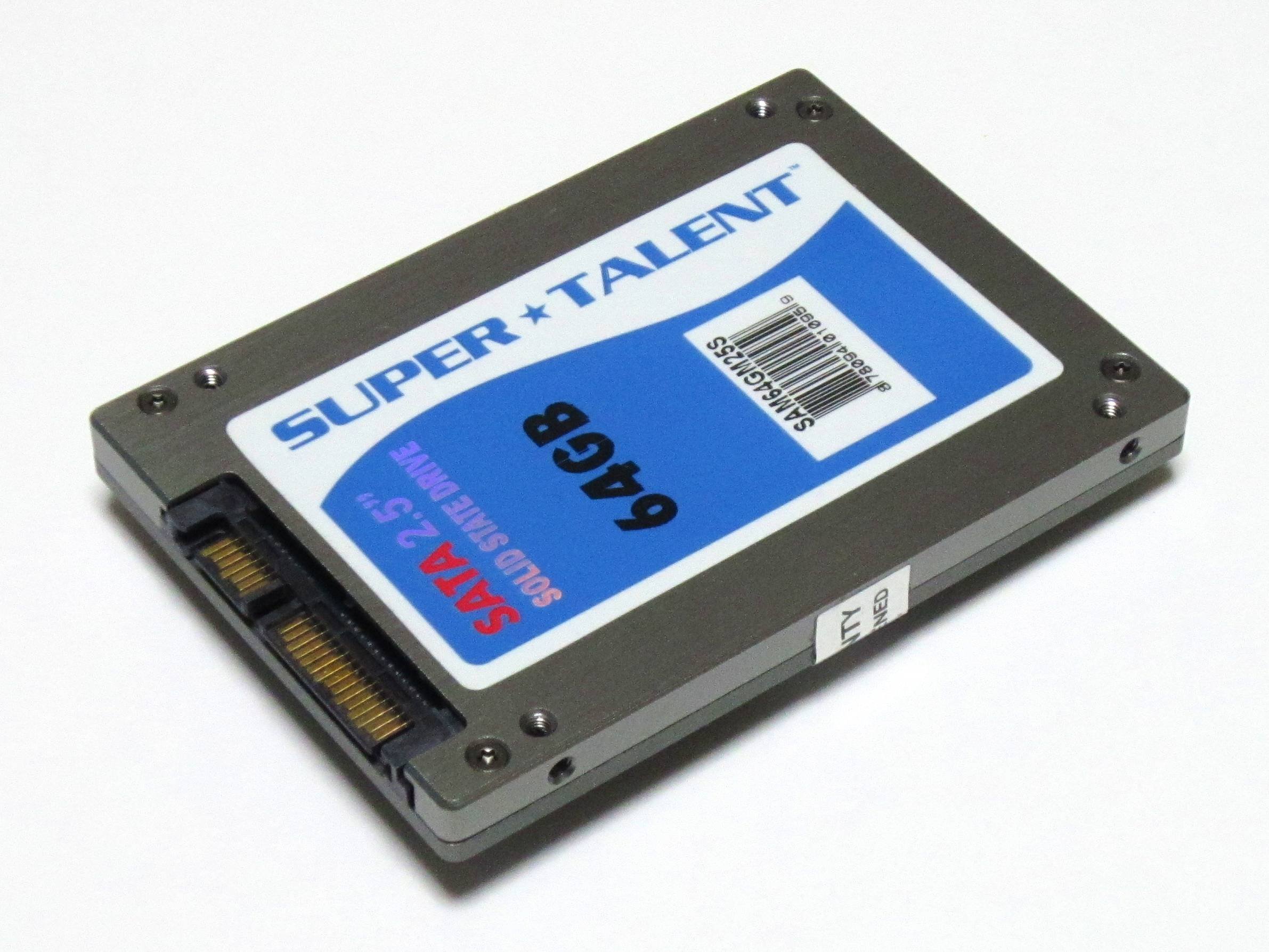
Uma unidade de estado sólido SATA (Serial ATA) de 2,5 polegadas

SATA foi anunciado em 2000 para oferecer diversas vantagens sobre a interface PATA anterior, como tamanho e custo de cabo reduzidos (sete condutores em vez de 40 ou 80), troca a quente nativa, mais rápida transferência de dados por meio de taxas de sinalização mais altas e transferência mais eficiente por meio de uma fila (opcional) de E/S protocolo. A revisão 1.0 da especificação foi lançada em janeiro de 2003.
As especificações de compatibilidade do setor Serial ATA são originárias da Serial ATA International Organization (SATA-IO). O grupo SATA-IO cria, revisa, ratifica e publica de forma colaborativa as especificações de interoperabilidade, os casos de teste e plugtests. Tal como acontece com muitos outros padrões de compatibilidade da indústria, a propriedade do conteúdo SATA é transferida para outros órgãos da indústria: principalmente INCITS T13 e um INCITS Subcomitê T10 (SCSI), um subgrupo do T10 responsável por Serial Attached SCSI (SAS). O restante deste artigo se esforça para usar a terminologia e as especificações SATA-IO.
Antes da introdução do SATA em 2000, o PATA era simplesmente conhecido como ATA. O "AT Attachment" (ATA) nome originado após o lançamento de 1984 do IBM Personal Computer AT, mais comumente conhecido como IBM AT. A interface do controlador do IBM AT tornou-se uma interface de fato da indústria para a inclusão de discos rígidos. "AT" era a abreviatura da IBM para “Advanced Technology”; portanto, muitas empresas e organizações indicam que SATA é uma abreviatura de "Serial Advanced Technology Attachment". No entanto, as especificações ATA simplesmente usam o nome “AT Attachment”, para evitar possíveis problemas de marca registrada com a IBM.
Adaptadores host e dispositivos SATA se comunicam por meio de um cabo serial de alta velocidade em dois pares de condutores. Em contraste, o Parallel ATA (a redesignação das especificações ATA legadas) usa um barramento de dados de 16 bits com muitos sinais adicionais de suporte e controle, todos operando em uma frequência muito mais baixa. Para garantir compatibilidade retroativa com software e aplicativos ATA legados, a SATA usa os mesmos conjuntos básicos de comandos ATA e ATAPI dos dispositivos ATA legados.
A primeira unidade de disco rígido SATA do mundo é o Seagate Barracuda SATA V, lançado em janeiro de 2003.
O SATA substituiu o ATA paralelo em desktops e laptops computadores; A participação de mercado da SATA no mercado de PCs desktop foi de 99% em 2008. O PATA foi substituído principalmente pelo SATA para qualquer uso; com o PATA diminuindo o uso em aplicativos industriais e incorporados que usam armazenamento CompactFlash (CF), que foi projetado em torno do padrão PATA legado. Um padrão de 2008, CFast, para substituir o CompactFlash é baseado em SATA.

## Recursos

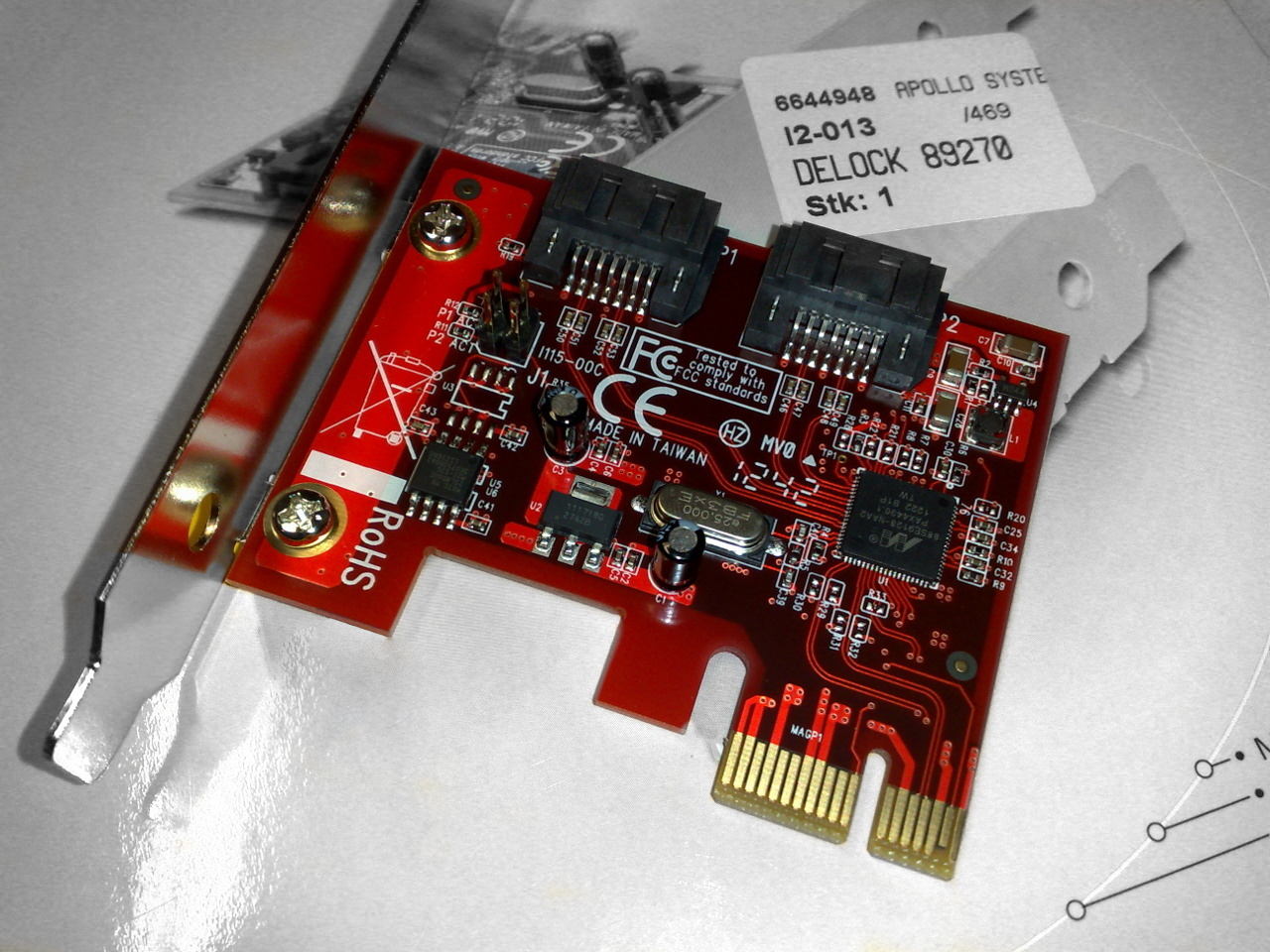
Controlador host SATA de 6 Gbit/s, uma placa PCI Express ×1 com chipset Marvell

### Hot plug
A especificação Serial ATA exige que os dispositivos SATA sejam capazes de hot plugging; isto é, os dispositivos que atendem à especificação são capazes de inserir ou remover um dispositivo em ou de um conector de backplane (sinal e alimentação combinados) que esteja ligado. Após a inserção, o dispositivo é inicializado e funciona normalmente. Dependendo do sistema operacional, o host também pode ser inicializado, resultando em uma hot swap. O host e o dispositivo alimentados não precisam estar em estado inativo para inserção e remoção seguras, embora os dados não gravados possam ser perdidos quando a energia for removida.
Ao contrário do PATA, tanto o SATA quanto o eSATA suportam hot plugging por design. No entanto, esse recurso requer suporte adequado nos níveis de host, dispositivo (unidade) e sistema operacional. Em geral, os dispositivos SATA atendem aos requisitos de hot-plugging do lado do dispositivo, e a maioria dos adaptadores host SATA suportam essa função.
Para eSATA, o hot plug é suportado apenas no modo AHCI. O modo IDE não suporta hot plugging.

### Advanced Host Controller Interface
Advanced Host Controller Interface (AHCI) é uma interface de controlador host aberta publicada e usada pela Intel, que se tornou um padrão de facto. Ele permite o uso de recursos avançados do SATA, como hotplug e native command queuing (NCQ). Se o AHCI não estiver habilitado pela placa-mãe e pelo chipset, os controladores SATA normalmente operam no modo "IDE", que não permite acesso a recursos do dispositivo não suportados pelo padrão ATA (também chamado de IDE).
Os drivers de dispositivos Windows rotulados como SATA geralmente são executados no modo de emulação IDE, a menos que declarem explicitamente que estão no modo AHCI, em RAID modo, ou um modo fornecido por um driver proprietário e conjunto de comandos que permitia acesso aos recursos avançados do SATA antes do AHCI se tornar popular. Versões modernas do Microsoft Windows, Mac OS X, FreeBSD, Linux com versão 2.6.19 em diante, assim como Solaris e OpenSolaris, incluem suporte para AHCI, mas sistemas operacionais anteriores como Windows XP não. Mesmo nesses casos, um driver proprietário pode ter sido criado para um chipset específico, como o da Intel.

## Revisões
As revisões SATA são normalmente designadas com um travessão seguido por algarismos romanos, por exemplo. "SATA-III", para evitar confusão com a velocidade, que é sempre exibida em numerais Árabe, por ex. "SATA 6 Gbit/s". As velocidades fornecidas são a taxa bruta de interface em Gbit/s, incluindo código de linha sobrecarga e a taxa de dados utilizáveis em MB/s sem sobrecarga.

### Revisão SATA 1.0 (1,5 Gbit/s, 150 MB/s, serial ATA-150)
Revisão 1.0a foi lançada em 7 de janeiro de 2003. Interfaces SATA de primeira geração, agora conhecidas como SATA 1,5 Gbits/s, comunicam-se a uma taxa de 1,5 Gbit/s, e não suportam Native Command Queuing (NCQ). Levando em consideração a sobrecarga de codificação 8b/10b, eles têm uma taxa de transferência não codificada real de 1,2 Gbit/s (150 MB/s). A taxa de transferência teórica do SATA 1,5 Gbit/s é semelhante à do PATA/133, mas os dispositivos SATA mais recentes oferecem aprimoramentos como o NCQ, que melhoram o desempenho em um ambiente multitarefa.
Durante o período inicial após a finalização do SATA 1,5 Gbit/s, os fabricantes de adaptadores e unidades usaram um "chip ponte" para converter designs PATA existentes para uso com a interface SATA. As unidades em ponte têm um conector SATA, podem incluir um ou ambos os tipos de conectores de alimentação e, em geral, têm desempenho idêntico ao de seus equivalentes SATA nativos. No entanto, a maioria das unidades em ponte não possui suporte para alguns recursos específicos do SATA, como NCQ. Os produtos SATA nativos rapidamente substituíram os produtos em ponte com a introdução da segunda geração de unidades SATA.[carece de fontes?]
Em abril de 2010, as unidades de disco rígido SATA de 10.000 rpm mais rápidas poderiam transferir dados no máximo taxas (não médias) de até 157 MB/s, o que está além dos recursos da especificação PATA/133 mais antiga e também excede o capacidades de SATA 1,5 Gbit/s.

### Revisão SATA 2.0 (3 Gbit/s, 300 MB/s, serial ATA-300)

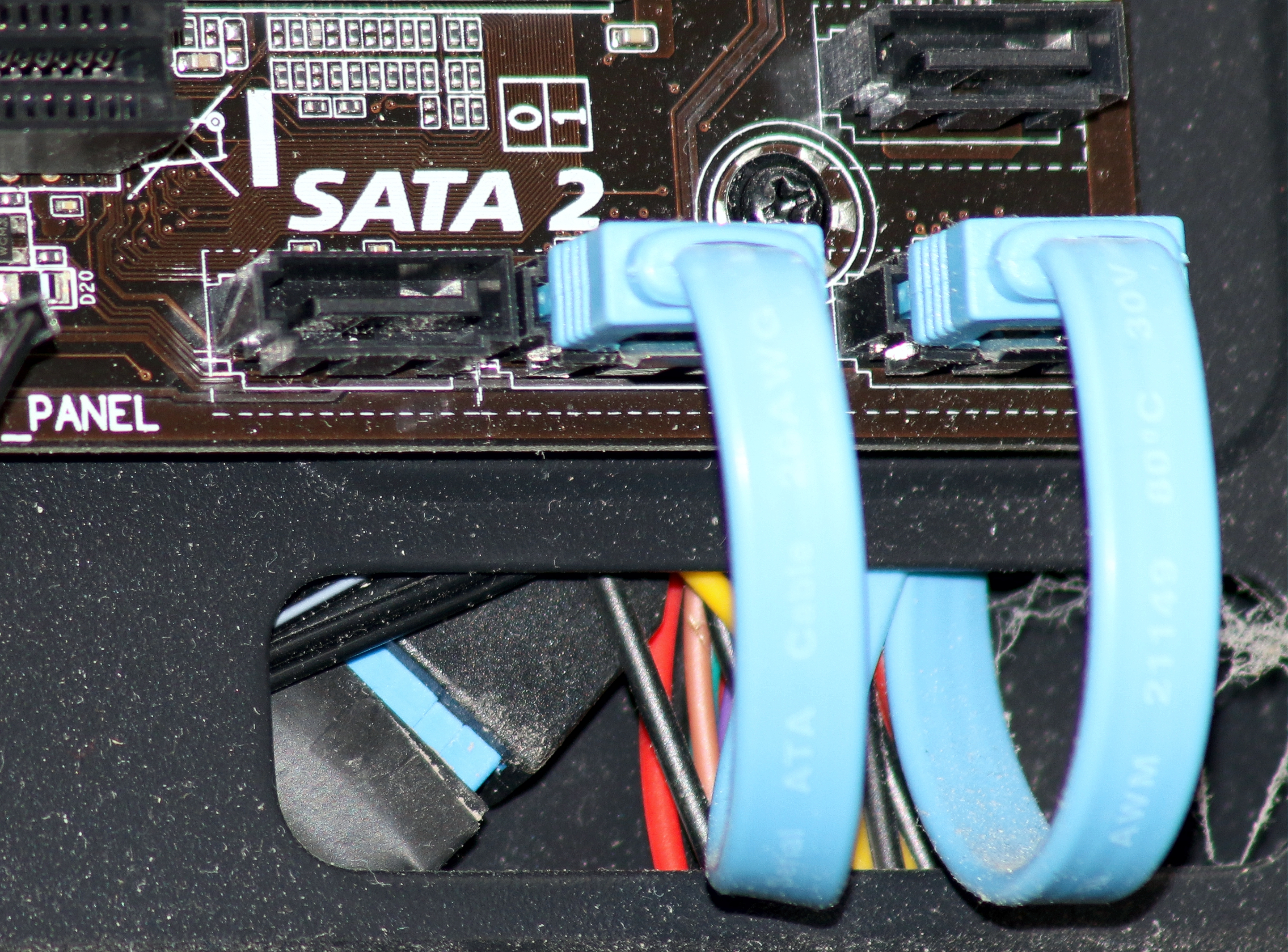
Conectores SATA 2 em uma placa-mãe de computador, todos, exceto dois, com cabos conectados. Observe que não há nenhuma diferença visível, além da etiqueta, entre os cabos e conectores SATA 1, SATA 2 e SATA 3.

A revisão 2.0 do SATA foi lançada em abril de 2004, introduzindo o Native Command Queuing (NCQ). É compatível com versões anteriores com SATA 1,5 Gbit/s.
As interfaces SATA de segunda geração são executadas com uma taxa de transferência nativa de 3,0 Gbit/s que, quando considerada no esquema de |codificação 8b/10b, equivale à taxa máxima de transferência não codificada de 2,4 Gbit/s (300 MB/s). A taxa de transferência teórica do SATA revisão 2.0, também conhecida como SATA 3 Gbit/s, dobra a taxa de transferência do SATA revisão 1.0.
Todos os cabos de dados SATA que atendem às especificações SATA são classificados para 3,0 Gbit/s e suportam unidades mecânicas modernas sem qualquer perda de desempenho de transferência de dados sustentada e intermitente. No entanto, unidades flash de alto desempenho podem exceder a taxa de transferência SATA de 3 Gbit/s; isso é resolvido com o padrão de interoperabilidade SATA 6 Gbit/s.

#### Revisão SATA 2.5
Anunciada em agosto de 2005, a revisão 2.5 do SATA consolidou a especificação em um único documento.

#### Revisão SATA 2.6
Anunciada em fevereiro de 2007, a revisão 2.6 do SATA introduziu os seguintes recursos:
- Conector Slimline.
- Micro conector (inicialmente para HDD de 1.8”).
- Mini cabo e conector interno Multilane.
- Mini cabo e conector multilane externo.
- Prioridade NCQ.
- Descarregamento NCQ.
- Melhorias no BIST Activate FIS.
- Melhorias para recepção robusta do Signature FIS.

### SATA revisão 3.0 (6 Gbit/s, 600 MB/s, serial ATA-600)
A Serial ATA International Organization (SATA-IO) apresentou o rascunho da especificação da camada física SATA de 6 Gbit/s em julho de 2008, e ratificou sua especificação de camada física em 18 de agosto de 2008. O padrão 3.0 completo foi lançado em 27 de maio de 2009.
As interfaces SATA de terceira geração funcionam com uma taxa de transferência nativa de 6,0 Gbit/s; levando em consideração a codificação 8b/10b, a taxa máxima de transferência não codificada é de 4,8 Gbit/s (600 MB/s). A taxa de transferência teórica de burst do SATA 6,0 Gbit/s é o dobro da revisão do SATA 2.0. É compatível com versões anteriores de SATA 3 Gbit/s e SATA 1,5 Gbit/s.
A especificação SATA 3.0 contém as seguintes alterações:
- 6 Gbit/s para desempenho escalonável.
- Compatibilidade contínua com SAS, incluindo SAS de 6 Gbit/s, conforme "um domínio SAS pode suportar conexão e controle de dispositivos SATA não modificados conectados diretamente ao domínio SAS usando o Serial ATA Tunneled Protocol (STP)" da especificação SATA Revisão 3.0 Gold.
- Comando de streaming Isócrono Native Command Queuing (NCQ) para ativar isócrono transferência de dados de qualidade de serviço para aplicativos de streaming de conteúdo digital.
- Um recurso de gerenciamento NCQ que ajuda a otimizar o desempenho, permitindo o processamento do host e o gerenciamento de comandos NCQ pendentes.
- Recursos aprimorados de gerenciamento de energia.
- Um pequeno conector de baixa força de inserção (LIF) para dispositivos de armazenamento mais compactos de 1,8 polegadas.
- Um perfil de unidade de disco óptico de 7 mm para o conector SATA fino (além dos perfis existentes de 12,7 mm e 9,5 mm).
- Alinhamento com o padrão INCITS ATA8-ACS.

Em geral, as melhorias visam melhorar a qualidade do serviço para streaming de vídeo e interrupções de alta prioridade. Além disso, o padrão continua suportando distâncias de até um metro. As velocidades mais recentes podem exigir maior consumo de energia para suportar chips, embora tecnologias de processo e técnicas de gerenciamento de energia aprimoradas possam atenuar isso. A especificação posterior pode usar cabos e conectores SATA existentes, embora tenha sido relatado em 2008 que se esperava que alguns OEM atualizassem os conectores de host para velocidades mais altas.

#### Revisão SATA 3.1
Lançada em julho de 2011, a revisão 3.1 do SATA introduziu ou alterou os seguintes recursos:
- mSATA, para unidades de estado sólido em dispositivos de computação móveis, uma  Express Mini Card semelhante a um conector que é eletricamente SATA.[28] O conector também foi usado em alguns computadores desktop, como alguns PCs empresariais HP.[29]
- Unidade de disco óptico de consumo zero, uma unidade óptica SATA que não consome energia quando ociosa.
- Comando TRIM na fila, melhora o desempenho da unidade de estado sólido.
- O Link Power Management necessário reduz a demanda geral de energia do sistema de vários dispositivos SATA.
- Recursos de controle de hardware, permitem a identificação do host dos recursos do dispositivo.
- Universal Storage Module (USM), um novo padrão para armazenamento alimentado por plug-in (slot) sem cabo para eletrônicos de consumo dispositivos.[30][31]

#### Revisão SATA 3.2
Lançada em agosto de 2013, a revisão 3.2 do SATA introduziu os seguintes recursos:
- A especificação SATA Express define uma interface que combina barramentos SATA e PCI Express, possibilitando a coexistência de ambos os tipos de dispositivos de armazenamento. Ao empregar PCI Express, é possível um rendimento teórico muito maior de 1969 MB/s.[33][34]
- O padrão SATA M.2 é uma implementação de formato pequeno da interface SATA Express, com a adição de uma porta USB 3.0 interna; veja a seção M.2 (NGFF) abaixo para um resumo mais detalhado.[35]
- microSSD apresenta uma interface elétrica ball grid array para armazenamento SATA integrado e miniaturizado.[36]
- USM Slim reduz a espessura do Módulo de armazenamento universal (USM) de 14,5 milímetros (0,57 polegadas) para 9 milímetros (0,35 polegadas).[37]
- DevSleep permite menor consumo de energia para dispositivos sempre ligados enquanto eles estão em modos de baixo consumo de energia, como InstantGo (que costumava ser conhecido como Connected Standby).[38]
- Hybrid Information oferecem maior desempenho para unidades híbridas de estado sólido.[39][40]

#### Revisão SATA 3.3
Lançada em agosto de 2013, a revisão 3.2 do SATA introduziu os seguintes recursos:
- Suporte para Shingled magnetic recording (SMR) que proporciona um aumento de 25% ou mais na capacidade da unidade de disco rígido através da sobreposição de trilhas na mídia.
- O recurso Power Disable (consulte o pino PWDIS) permite o ciclo de energia remoto de unidades SATA e uma função Rebuild Assist que acelera o processo de reconstrução para ajudar a facilitar a manutenção no data center.
- Transmitter Emphasis Specification aumenta a interoperabilidade e a confiabilidade entre o host e os dispositivos em ambientes eletricamente exigentes.
- Um indicador de atividade e rotação escalonada podem ser controlados pelo mesmo pino, adicionando flexibilidade e proporcionando aos usuários mais opções.

O novo recurso Power Disable (semelhante ao recurso SAS Power Disable) usa o pino 3 do conector de alimentação SATA. Algumas fontes de alimentação legadas que fornecem alimentação de 3,3 V no pino 3 forçariam as unidades com o recurso Power Disable a ficarem presas em uma condição de reinicialização forçada, impedindo-as de girar. O problema geralmente pode ser eliminado usando um simples adaptador de energia “Molex para SATA” para fornecer energia a essas unidades.

#### Revisão SATA 3.4
Lançada em junho de 2018, a revisão 3.4 do SATA introduziu os seguintes recursos que permitem o monitoramento das condições do dispositivo e a execução de tarefas domésticas, ambos com impacto mínimo no desempenho:
- Notificação de gravação durável/ordenada: permite gravar dados de cache críticos selecionados na mídia, minimizando o impacto nas operações normais.
- Monitoramento de temperatura do dispositivo: permite o monitoramento ativo da temperatura do dispositivo SATA e outras condições sem afetar a operação normal, utilizando o padrão SFF-8609 para comunicações fora de banda (OOB).
- Temporização do sinal de suspensão do dispositivo: fornece definição adicional para melhorar a compatibilidade entre as implementações dos fabricantes.

#### Revisão SATA 3.5
Lançada em julho de 2020, a revisão 3.5 do SATA apresenta recursos que permitem maiores benefícios de desempenho e promovem maior integração de dispositivos e produtos SATA com outros padrões de E/S do setor:
- Device Transmit Emphasis for Gen 3 PHY: alinha o SATA com outras características de outras soluções de medição de E/S para ajudar os membros SATA-IO com testes e integração.
- Defined Ordered NCQ Commands: permite que o host especifique as relações de processamento entre os comandos enfileirados e defina a ordem na qual os comandos são processados na fila.
- Command Duration Limit Features: reduz a latência, permitindo que o host defina categorias de qualidade de serviço, dando ao host mais granularidade no controle das propriedades do comando. O recurso ajuda a alinhar o SATA com o padrão "Fast Fail" requisitos estabelecidos pelo Open Compute Project (OCP) e especificados no padrão INCITS T13 Technical Committee.

## Cabos, conectores e portas

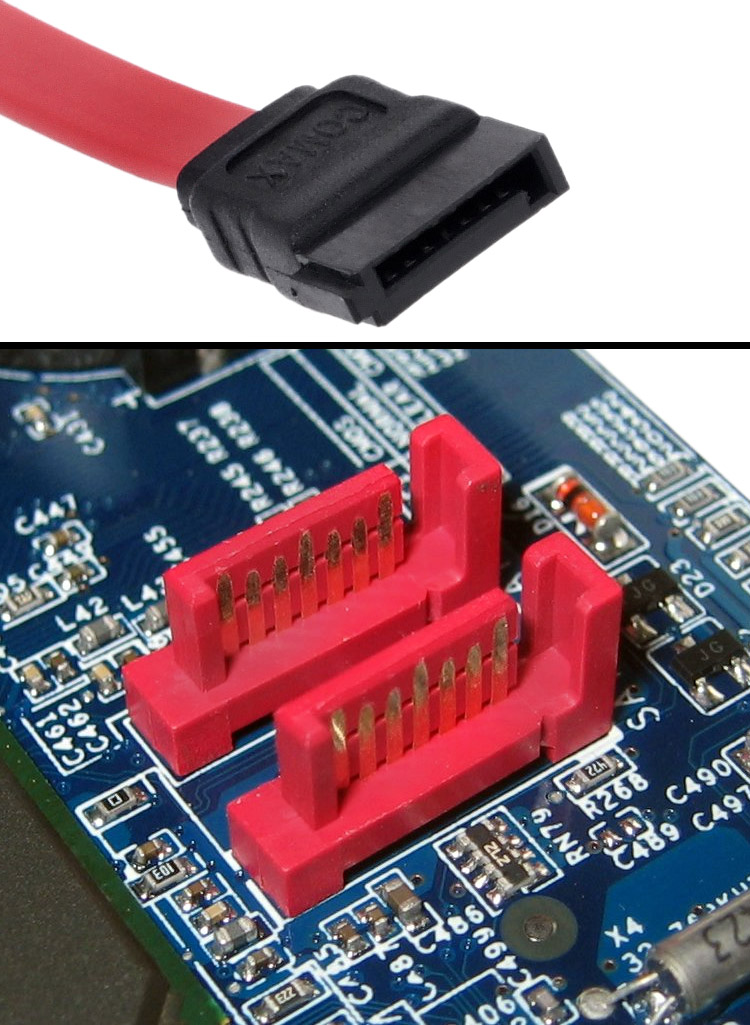
Slot Serial ATA em uma placa-mãe.

Conectores e cabos apresentam as diferenças mais visíveis entre unidades SATA e ATA paralelas. Ao contrário do PATA, os mesmos conectores são usados em discos rígidos SATA de 3,5 polegadas (para computadores desktop e servidores) e discos de 2,5 polegadas (para computadores portáteis ou pequenos).
Os conectores SATA padrão para dados e alimentação têm um passo de condutor de 1,27 mm (0,050 polegadas). É necessária baixa força de inserção para conectar um conector SATA. Um conector mini-SATA ou mSATA menor é usado por dispositivos menores, como unidades SATA de 1,8 polegadas, algumas unidades de DVD e Blu-ray e mini SSDs.
Um conector eSATA especial é especificado para dispositivos externos e uma provisão implementada opcionalmente para clipes para manter os conectores internos firmemente no lugar. As unidades SATA podem ser conectadas a controladores SAS e se comunicar no mesmo cabo físico que os discos SAS nativos, mas os controladores SATA não podem lidar com discos SAS.
As portas SATA fêmeas (em placas-mãe, por exemplo) são para uso com cabos de dados SATA que possuem travas ou clipes para evitar desconexões acidentais. Alguns cabos SATA possuem conectores em ângulo direito ou esquerdo para facilitar a conexão às placas de circuito.

### Conector de dados
| Pino # | Pino # | Mating          | Função                 |
| ------ | ------ | --------------- | ---------------------- |
|        | 1      | 1st             | Ground                 |
|        | 2      | 2nd             | A+ (transmitir)        |
| 3      | 2nd    | A− (transmitir) |                        |
|        | 4      | 1st             | Ground                 |
|        | 5      | 2nd             | B− (receber)           |
| 6      | 2nd    | B+ (receber)    |                        |
|        | 7      | 1st             | Ground                 |
| —      | —      | —               | Entalhe de codificação |

O padrão SATA define um cabo de dados com sete condutores (três aterramentos e quatro linhas de dados ativas em dois pares) e conectores wafer de 8 mm de largura em cada extremidade. Os cabos SATA podem ter comprimento de até 1 metro (3,3 pés) e conectar um soquete da placa-mãe a um disco rígido. Os cabos de fita PATA, em comparação, conectam um soquete da placa-mãe a um ou dois discos rígidos, carregam 40 ou 80 fios e são limitados a 45 centímetros (18 pol.) de comprimento pela especificação PATA; no entanto, cabos de até 90 centímetros (35 pol.) estão prontamente disponíveis. Assim, os conectores e cabos SATA são mais fáceis de encaixar em espaços fechados e reduzem obstruções ao resfriamento de ar. Alguns cabos incluem até um recurso de travamento, por meio do qual uma pequena mola (geralmente de metal) mantém o plugue na tomada.
Os conectores SATA podem ser retos, em ângulo reto ou em ângulo esquerdo. Conectores angulares permitem conexões de perfil mais baixo. Conectores em ângulo reto (também chamados de 90 graus) afastam o cabo imediatamente da unidade, no lado da placa de circuito. Conectores em ângulo esquerdo (também chamados de 270 graus) conduzem o cabo pela unidade em direção à parte superior.
Um dos problemas associados à transmissão de dados em alta velocidade através de conexões elétricas é descrito como ruído, que é causado pelo acoplamento elétrico entre circuitos de dados e outros circuitos. Como resultado, os circuitos de dados podem afetar outros circuitos e ser afetados por eles. Os projetistas usam uma série de técnicas para reduzir os efeitos indesejáveis desse acoplamento não intencional. Uma dessas técnicas usadas em links SATA é a sinalização diferencial. Este é um aprimoramento do PATA, que usa sinalização de terminação única. O uso de condutores coaxiais duplos totalmente blindados, com múltiplas conexões de aterramento, para cada par diferencial melhora o isolamento entre os canais e reduz as chances de perda de dados em ambientes elétricos difíceis.

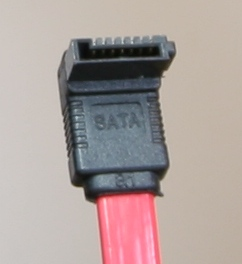
Um cabo de dados SATA de sete pinos (versão do conector em ângulo esquerdo)
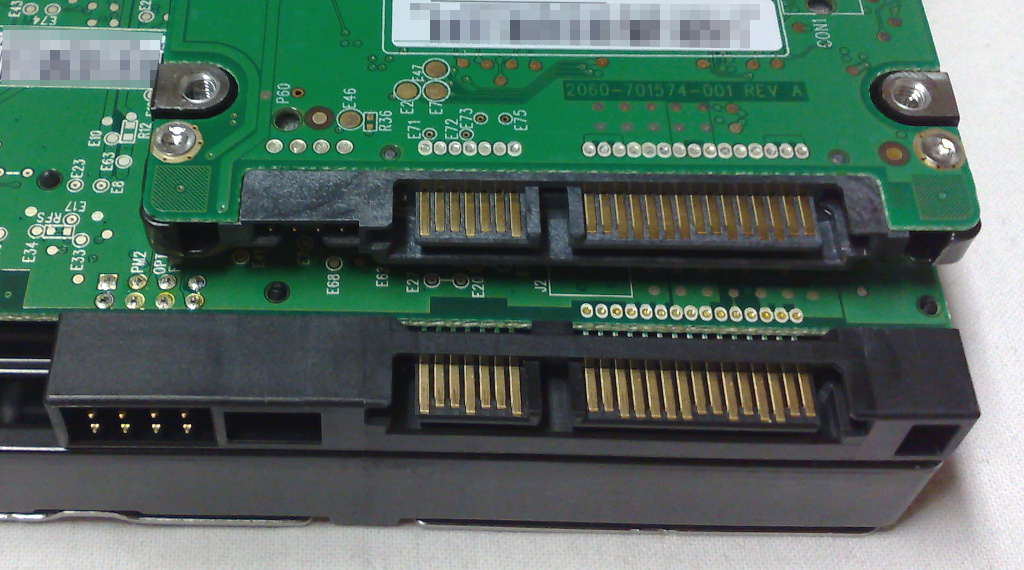
Conectores SATA em discos rígidos de 2,5 e 3,5 polegadas, com pinos de dados à esquerda e pinos de alimentação à direita. Os dois comprimentos diferentes de pinos garantem uma ordem de acoplamento específica; os comprimentos maiores são pinos de aterramento e fazem contato primeiro. (O lado do cabo tem variações semelhantes para atingir três níveis de ordem de acoplamento.)
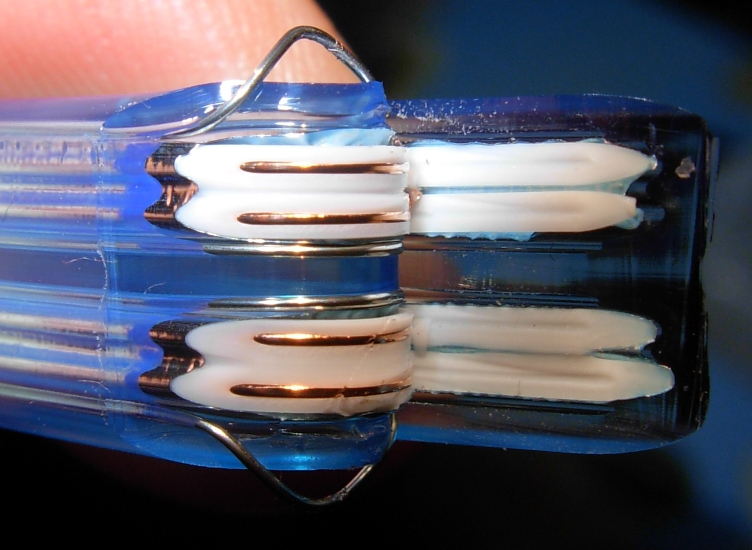
Cabo SATA mostrando os dois pares diferenciais blindados
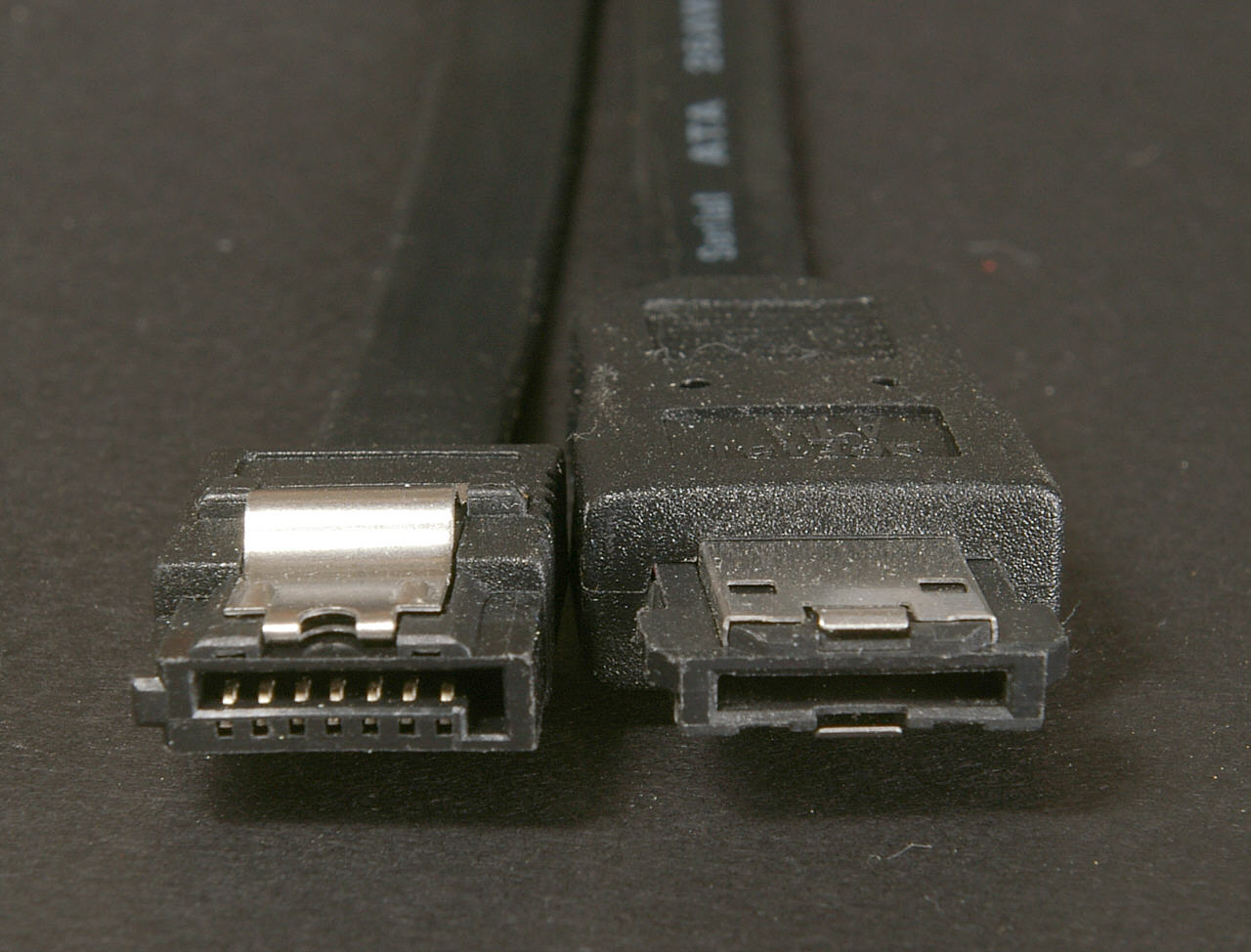
A esquerda um cabo SATA, e a direita um cabo eSATA.

### Conectores de alimentação

#### Conector padrão
| Pino # | Pino # | Mating                                                                                        | Função                                                                                               |
| ------ | ------ | --------------------------------------------------------------------------------------------- | --- |
| —      | —      | —                                                                                             | Entalhe de codificação                                                                               |
|        | 1      | 3rd                                                                                           | Alimentação de 3,3 V                                                                                 |
| 2      | 3rd    |                                                                                               | Alimentação de 3,3 V                                                                                 |
| 3      | 2nd    | Entrar/sair do modo Power Disable (PWDIS) (alimentação de 3,3 V, pré-carga antes do SATA 3.3) | |
|        | 4      | 1st                                                                                           | Ground                                                                                               |
| 5      | 2nd    |                                                                                               | Ground                                                                                               |
| 6      | 2nd    |                                                                                               | Ground                                                                                               |
|        | 7      | 2nd                                                                                           | Alimentação de 5 V, pré-carga                                                                        |
| 8      | 3rd    | Alimentação de 5 V                                                                            | |
| 9      | 3rd    | Alimentação de 5 V                                                                            | |
|        | 10     | 2nd                                                                                           | Ground                                                                                               |
|        | 11     | 3rd                                                                                           | Ginup escalonado/ sinal de atividade / descarregamento direto do cabeçote / específico do fornecedor |
|        | 12     | 1st                                                                                           | Ground                                                                                               |
|        | 13     | 2nd                                                                                           | Alimentação de 12 V, pré-carga                                                                       |
| 14     | 3rd    | Alimentação de 12 V                                                                           | |
| 15     | 3rd    | Alimentação de 12 V                                                                           | |

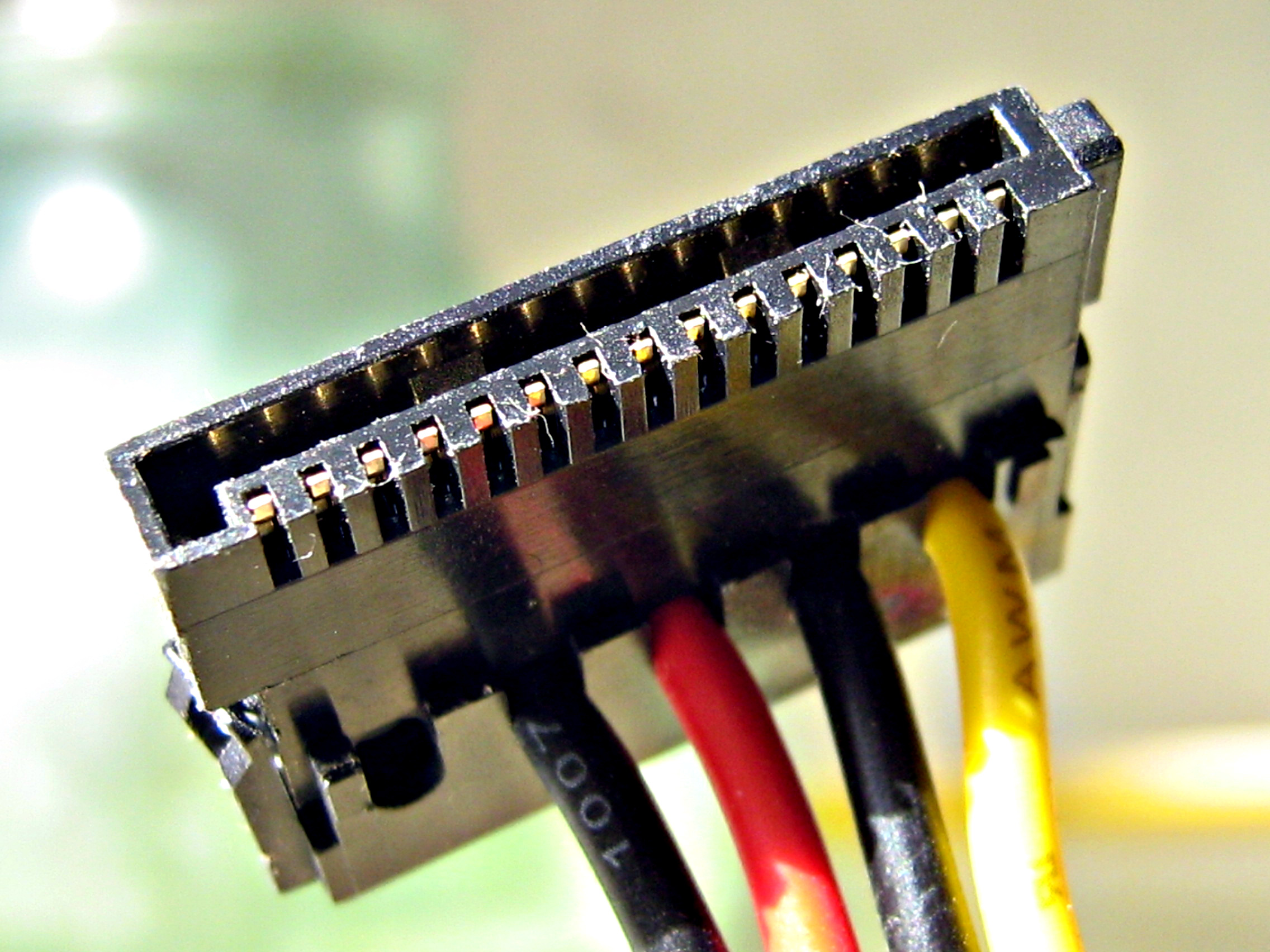
Um conector de alimentação SATA de quinze pinos (este conector específico não possui o fio laranja de 3,3 V).

SATA especifica um conector de alimentação diferente do conector Molex de quatro pinos usado em dispositivos Parallel ATA (PATA) (e pequenos dispositivos de armazenamento anteriores, remontando a ST-506 unidades de disco rígido e até mesmo unidades de disquete anteriores ao IBM PC). É um conector tipo wafer, como o conector de dados SATA, mas muito mais largo (quinze pinos contra sete) para evitar confusão entre os dois. Algumas unidades SATA antigas incluíam o conector de alimentação Molex de quatro pinos junto com o novo conector de quinze pinos, mas a maioria das unidades SATA agora possui apenas o último.
O novo conector de alimentação SATA contém muito mais pinos por vários motivos:
- 3,3 V é fornecido junto com as fontes tradicionais de 5 V e 12 V. No entanto, muito poucas unidades realmente o utilizam.
- O pino 3 na revisão SATA 3.3 foi redefinido como PWDIS e é usado para entrar e sair do modo POWER DISABLE de acordo com SAS-3.[51] Se o Pino 3 estiver em nível ALTO (2,1–3,6 V máx.), a energia para o circuito do inversor será cortada. Unidades com esse recurso ativado não ligam em sistemas projetados para revisão SATA 3.1 ou anterior, porque o pino 3 acionado em HIGH impede que a unidade seja ligada.[43] A solução alternativa é usar um adaptador Molex sem 3,3 V ou colocar fita isolante sobre o pino PWDIS.
- Para reduzir a resistência e aumentar a capacidade de corrente, cada tensão é fornecida por três pinos em paralelo, embora um pino em cada grupo seja destinado à pré-carga (veja abaixo). Cada pino deve ser capaz de transportar 1,5 A.
- Cinco pinos paralelos fornecem uma conexão de aterramento de baixa resistência.
- Dois pinos de aterramento e um pino para cada tensão fornecida suportam pré-carga hot-plug. Os pinos de aterramento 4 e 12 em um cabo hot-swap são os mais longos, portanto, eles fazem contato primeiro quando os conectores são acoplados. Os pinos 3, 7 e 13 do conector de alimentação do inversor são mais longos que os outros, portanto, eles fazem contato em seguida. O inversor os utiliza para carregar seus capacitores de bypass internos por meio de resistências limitadoras de corrente. Finalmente, os pinos de alimentação restantes fazem contato, contornando as resistências e fornecendo uma fonte de baixa resistência para cada tensão. Este processo de acoplamento em duas etapas evita falhas em outras cargas e possíveis arcos ou erosão dos contatos do conector de alimentação SATA.
- O pino 11 pode ser usado (geralmente por chassi ou hardware de backplane independente do controlador host SATA e sua conexão de dados) para spinup escalonado, atividade indicação, estacionamento de emergência ou outras funções definidas pelo fornecedor em várias combinações. É um sinal de coletor aberto, que pode ser puxado para baixo pelo conector ou pela unidade.
  - Host signaling: Se puxado para baixo no conector (como acontece na maioria dos conectores de alimentação SATA tipo cabo), a unidade gira assim que a alimentação é aplicada. Se for deixado flutuando, a unidade aguardará até que alguém fale com ela. Isso evita que muitas unidades girem simultaneamente, o que pode consumir muita energia.
  - Drive signaling: O pino também é puxado para baixo pela unidade para indicar atividade da unidade. Isso pode ser usado para fornecer feedback ao usuário por meio de um LED. As definições relevantes de operação de pinos foram alteradas diversas vezes nas revisões publicadas do padrão SATA, portanto, o comportamento observado pode depender da versão do dispositivo, da versão do host, da configuração do firmware e do software.[52][53][54] Há também uma especificação para transmissão da temperatura do inversor e outros valores de status com pulsos de sinal de atividade usados rotineiramente para fazer o LED piscar.[55]

Estão disponíveis adaptadores passivos que convertem um conector Molex de quatro pinos em um conector de alimentação SATA, fornecendo as linhas de 5 V e 12 V disponíveis no conector Molex, mas não 3,3 V. Há também adaptadores de energia Molex para SATA de quatro pinos que incluem componentes eletrônicos para fornecer adicionalmente a fonte de alimentação de 3,3 V. No entanto, a maioria das unidades não requer a linha de alimentação de 3,3 V.

#### Slimline connector
| Pino # | Pino # | Mating | Função                    |
| ------ | ------ | ------ | ------------------------- |
| —      | —      | —      | Entalhe de codificação    |
|        | 1      | 3rd    | Presença do dispositivo   |
|        | 2      | 2nd    | Alimentação de 5 V        |
|        | 3      | 2nd    | Alimentação de 5 V        |
|        | 4      | 2nd    | Diagnóstico de fabricação |
|        | 5      | 1st    | Ground                    |
|        | 6      | 1st    | Ground                    |

SATA 2.6 é a primeira revisão que definiu o conector fino, destinado a formatos menores, como unidades ópticas de notebooks. O pino 1 do conector de alimentação fino, que indica a presença do dispositivo, é mais curto que os outros para permitir troca a quente. O conector de sinal fino é idêntico e compatível com a versão padrão, enquanto o conector de alimentação é reduzido a seis pinos para fornecer apenas +5 V, e não +12 V ou +3,3 V.
Existem adaptadores de baixo custo para converter de SATA padrão em SATA fino.

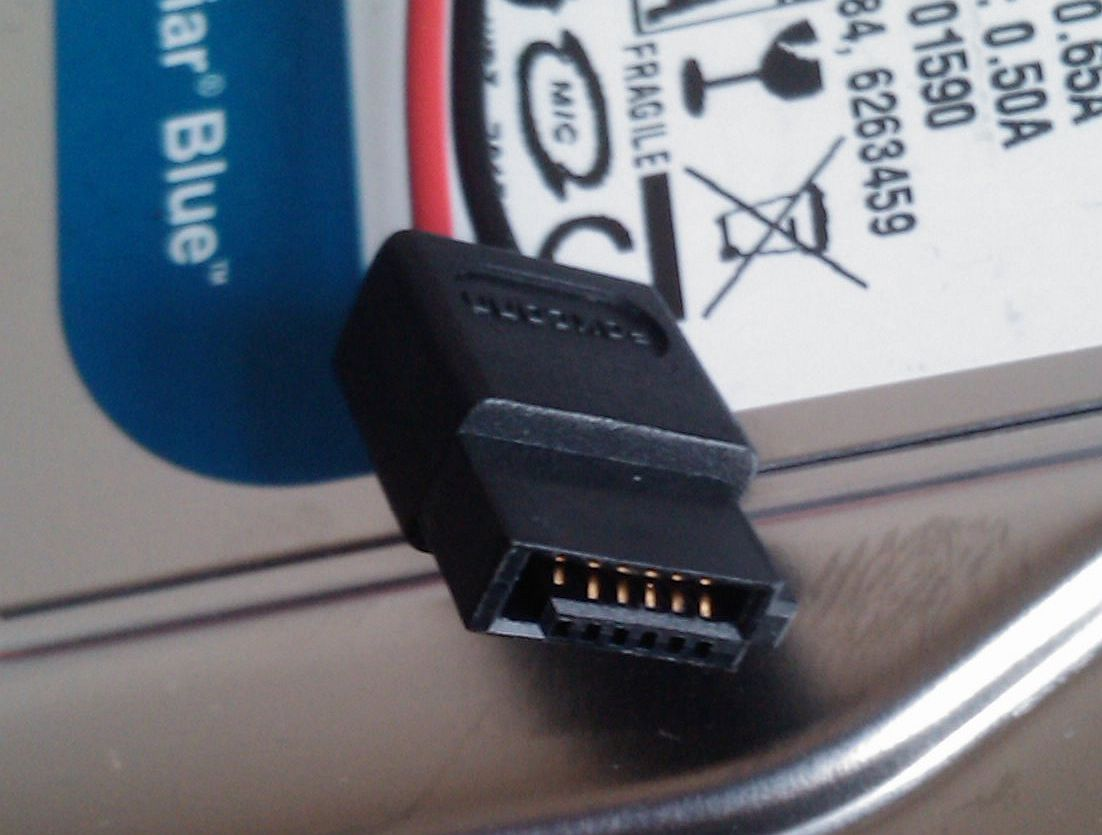
Um conector de alimentação SATA fino de seis pinos
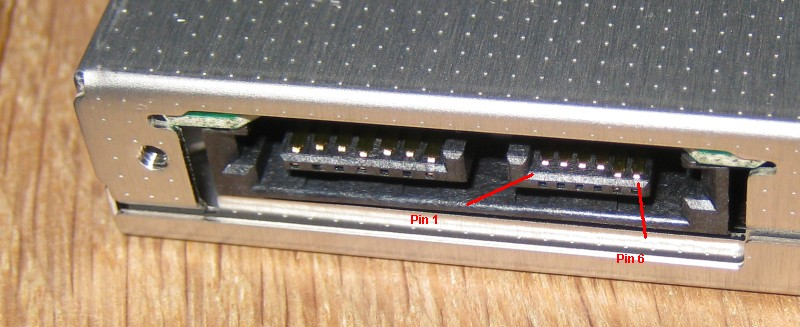
A parte traseira de uma unidade óptica fina baseada em SATA

#### Micro connector
| Pino # | Pino # | Mating | Função                   |
| ------ | ------ | ------ | ------------------------ |
|        | 1      | 3rd    | Alimentação de 3,3 V     |
|        | 2      | 2nd    | Alimentação de 3,3 V     |
|        | 3      | 1st    | Ground                   |
|        | 4      | 1st    | Ground                   |
|        | 5      | 2nd    | Alimentação de 5 V       |
|        | 6      | 3rd    | Alimentação de 5 V       |
|        | 7      | 3rd    | Reservado                |
| —      | —      | —      | Entalhe de codificação   |
|        | 8      | 3rd    | Específico do fornecedor |
|        | 9      | 2nd    | Específico do fornecedor |

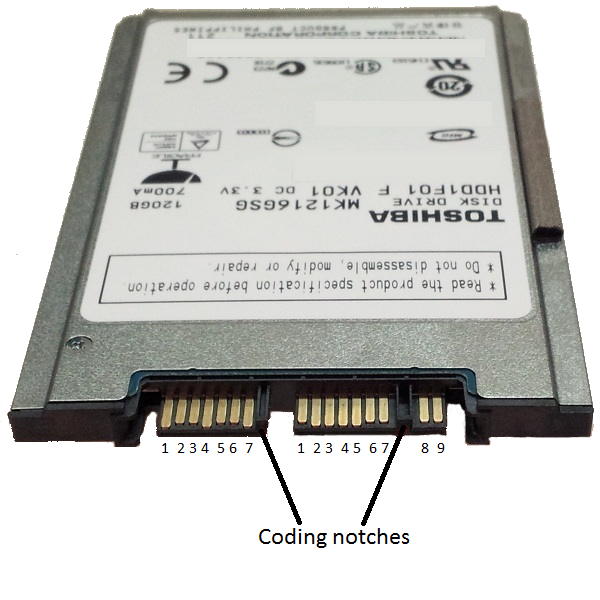
Um disco rígido micro SATA de 1,8 polegadas com dados numerados e pinos de alimentação no conector.
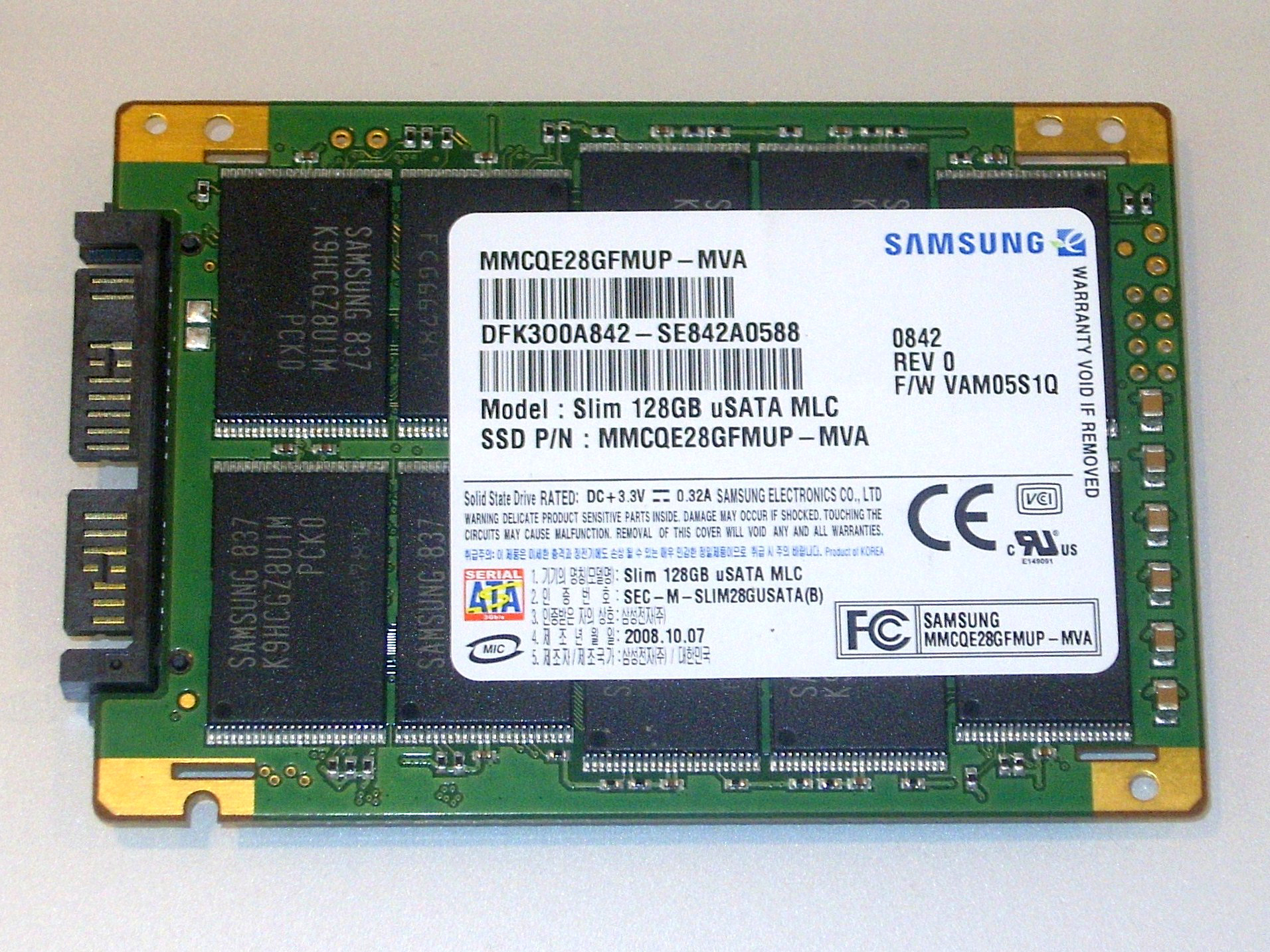
Samsung micro SATA de 128 GB unidade de estado sólido

O conector micro SATA (às vezes chamado de uSATA ou μSATA) originou-se do SATA 2.6 e é destinado a discos rígidos de 1,8 polegadas. unidades de disco. Há também um conector de microdados, de aparência semelhante, mas um pouco mais fino que o conector de dados padrão.

### Pinos adicionais
As unidades SATA, especialmente as mecânicas, vêm com uma interface extra de 4 ou mais pinos que não é uniformemente padronizada, mas que serve a um propósito semelhante definido por cada fabricante de unidade. Como as unidades IDE usavam esses pinos extras para configurar unidades Master e Slave, em unidades SATA, esses pinos geralmente são usados para selecionar diferentes modos de energia para uso em pontes USB-SATA ou permitem recursos adicionais como Spread Spectrum Clocking, SATA Speed Limit ou Factory Modo para Diagnóstico e Recuperação, através do uso de um jumper.

### eSATA

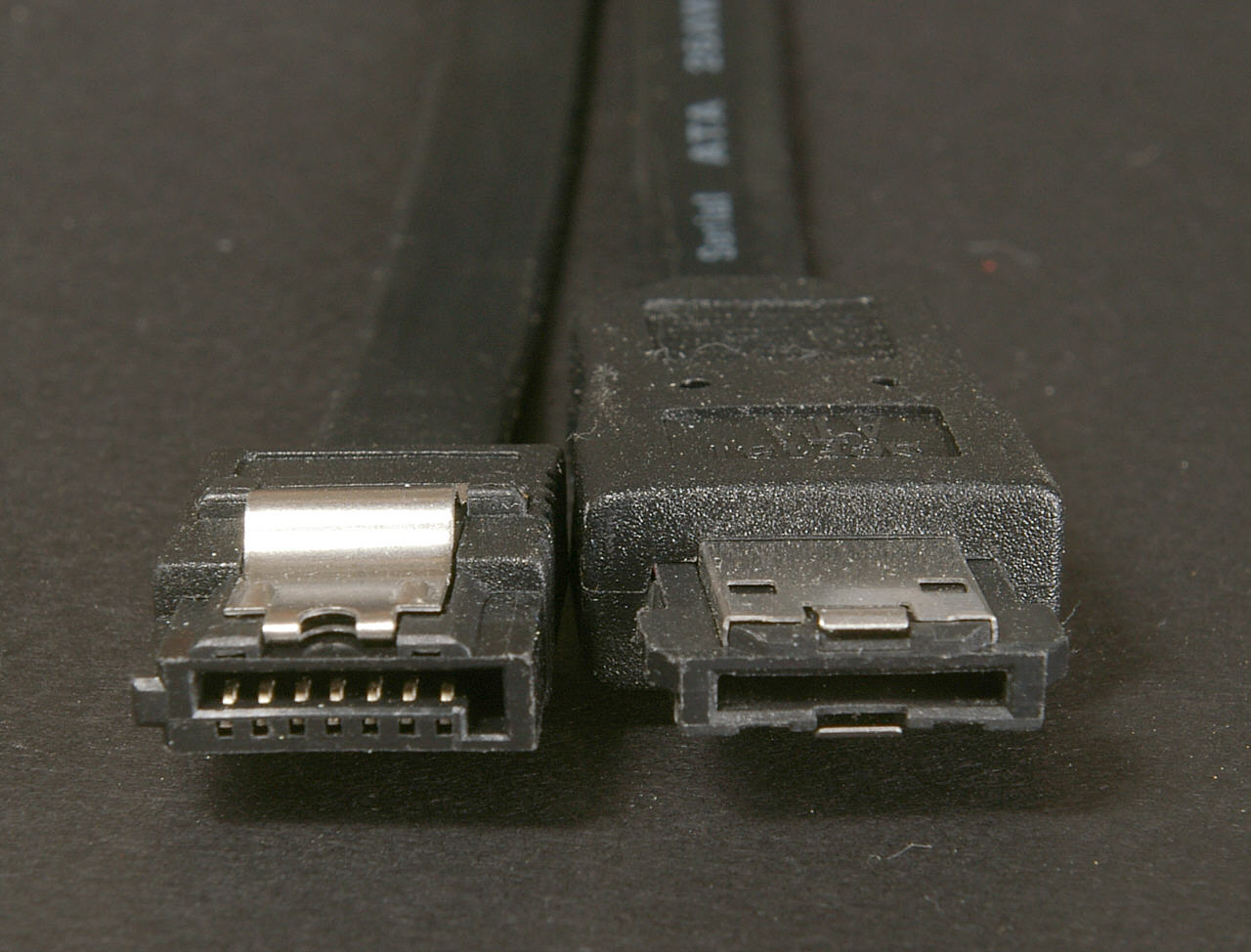
Conectores SATA (esquerda) e eSATA (direita)

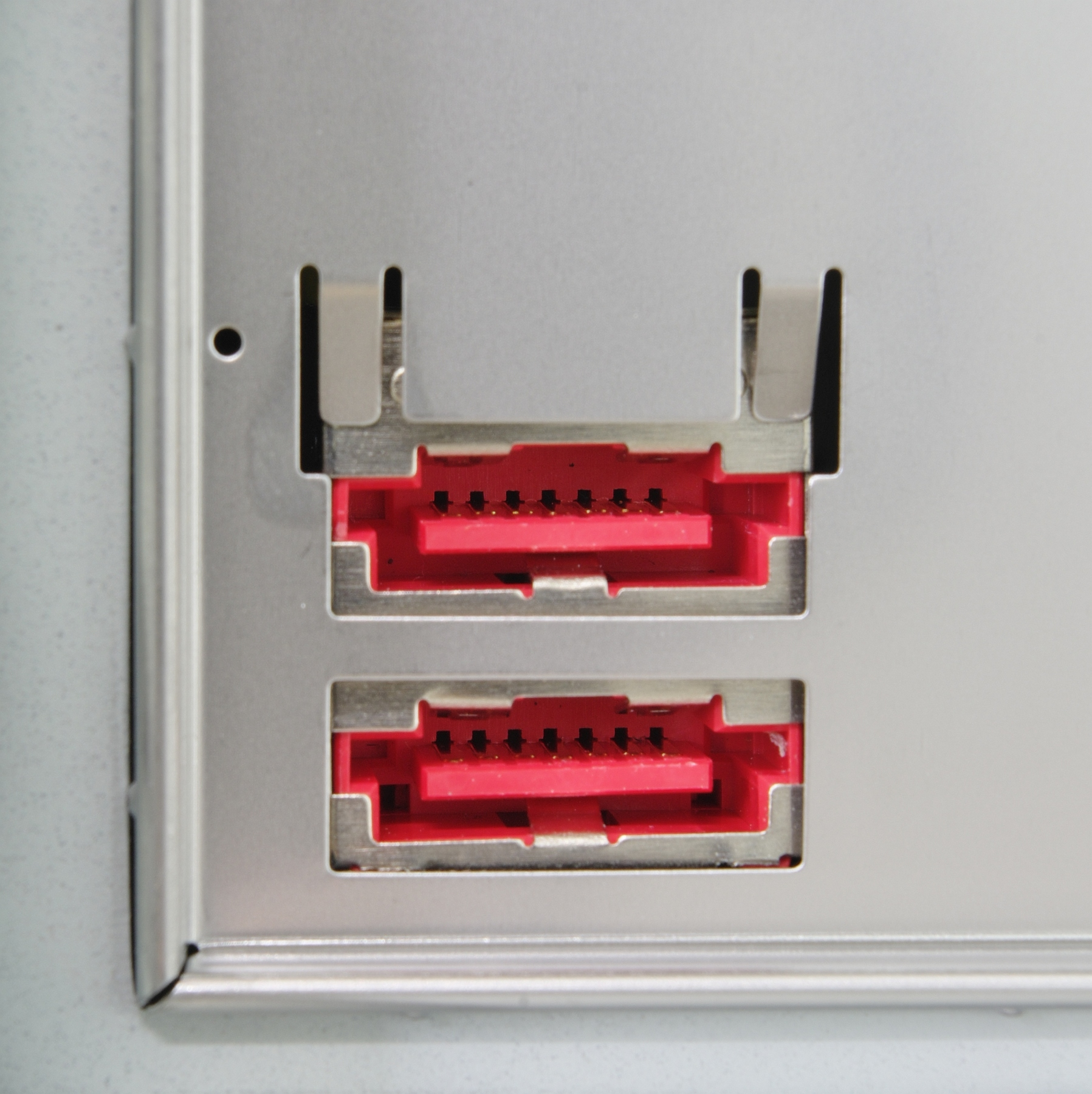
Portas eSATA

Padronizado em 2004, eSATA (e que significa externo) fornece uma variante do SATA destinada à conectividade externa. Ele usa um conector mais robusto, cabos blindados mais longos e padrões elétricos mais rígidos (mas compatíveis com versões anteriores). O protocolo e a sinalização lógica (camadas de link/transporte e superiores) são idênticos ao SATA interno. As diferenças são:
- Amplitude mínima de transmissão aumentada: o alcance é de 500 a 600 mV em vez de 400 a 600 mV.
- Amplitude mínima de recepção diminuída: o intervalo é de 240 a 600 mV em vez de 325 a 600 mV.
- O comprimento máximo do cabo aumentou de 1 metro (3,3 pés) para 2 metros (6,6 pés).
- O cabo e conector eSATA são semelhantes ao cabo e conector SATA 1.0a, com estas exceções:
  - O conector eSATA é mecanicamente diferente para evitar que cabos internos não blindados sejam usados externamente. O conector eSATA descarta a chave em forma de “L” e altera a posição e o tamanho das guias.
  - A profundidade de inserção eSATA é maior: 6,6 mm em vez de 5 mm. As posições de contato também são alteradas.
  - O cabo eSATA possui uma blindagem extra para reduzir EMI de acordo com os requisitos da FCC e CE. Os cabos internos não precisam de blindagem extra para atender aos requisitos de EMI porque estão dentro de um invólucro blindado.
  - O conector eSATA utiliza molas metálicas para contato de blindagem e retenção mecânica.
  - O conector eSATA tem uma vida útil de 5.000 acoplamentos; o conector SATA comum é especificado apenas para 50.

Voltado para o mercado consumidor, o eSATA entra num mercado de armazenamento externo servido também pelas interfaces USB e FireWire. A interface SATA tem certas vantagens. A maioria dos gabinetes de discos rígidos externos com interfaces FireWire ou USB usam unidades PATA ou SATA e "pontes" para traduzir entre as interfaces das unidades e as portas externas dos gabinetes; esta ponte incorre em alguma ineficiência. Alguns discos únicos podem transferir 157 MB/s durante o uso real, cerca de quatro vezes a taxa de transferência máxima de USB 2.0 ou FireWire 400 (IEEE 1394a) e quase duas vezes mais rápida que a taxa de transferência máxima de FireWire 800. A especificação S3200 FireWire 1394b atinge cerca de 400 MB/s (3,2 Gbit/s) e USB 3.0 tem uma velocidade nominal de 5 Gbit/s. Alguns recursos de unidade de baixo nível, como S.M.A.R.T., podem não funcionar através de alguns dispositivos USB. ou pontes FireWire ou USB+FireWire; eSATA não sofre desses problemas desde que o fabricante do controlador (e seus drivers) apresente as unidades eSATA como dispositivos ATA, em vez de dispositivos SCSI, como tem sido comum com Silicon Image, JMicron e drivers Nvidia nForce para Windows Vista. Nesses casos, as unidades SATA não possuem recursos de baixo nível acessíveis.
A versão eSATA do SATA 6G opera a 6,0 Gbit/s (o termo "SATA III" é evitado pelo SATA-IO organização para evitar confusão com SATA II 3,0 Gbit/s, que era coloquialmente referido como "SATA 3G" [bit/s] ou "SATA 300" [MB/s] desde o SATA I de 1,5 Gbit/s e 1,5 Gbit /s SATA II eram chamados de "SATA 1.5G" [bit/s] ou "SATA 150" [MB/s]). Portanto, as conexões eSATA operam com diferenças insignificantes entre elas. Uma vez que uma interface pode transferir dados tão rápido quanto uma unidade pode lidar com eles, aumentando a interface a velocidade não melhora a transferência de dados.
Existem algumas desvantagens, entretanto, na interface eSATA:
- Dispositivos construídos antes da interface eSATA se tornar popular não possuem conectores SATA externos.
- Para dispositivos de formato pequeno (como discos externos de 2,5 polegadas), um link USB ou FireWire hospedado em PC geralmente pode fornecer energia suficiente para operar o dispositivo. No entanto, os conectores eSATA não podem fornecer energia e requerem uma fonte de alimentação para o dispositivo externo. O eSATAp relacionado (mas mecanicamente incompatível, às vezes chamado de eSATA/USB) adiciona energia a uma conexão SATA externa, de modo que uma fonte de alimentação adicional não é necessária[64]

Em agosto de 2017 poucos computadores novos tinham conectores SATA externos dedicados (eSATA), com predominância de USB3 e USB3 tipo C, geralmente com Modo alternativo Thunderbolt, começando a substituir os conectores USB anteriores. Às vezes ainda estão presentes portas únicas que suportam USB3 e eSATA.
Computadores desktop sem uma interface eSATA integrada podem instalar um adaptador de barramento de host (HBA) eSATA; se a placa-mãe suportar SATA, um conector eSATA disponível externamente poderá ser adicionado. Notebooks com o agora raro Cardbus ou ExpressCard poderia adicionar um HBA eSATA. Com adaptadores passivos, o comprimento máximo do cabo é reduzido para 1 metro (3,3 pés) devido à ausência de níveis de sinal eSATA compatíveis.

#### eSATAp

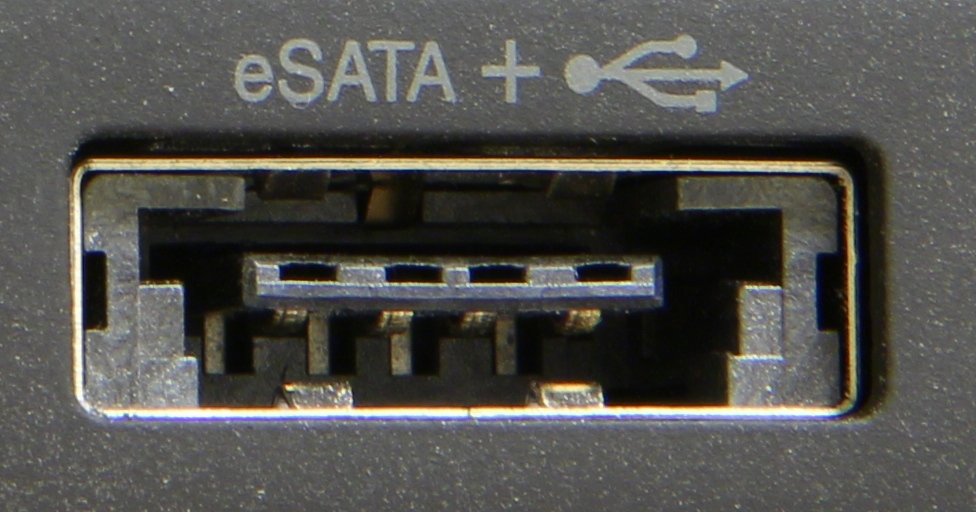
porta eSATAp

eSATAp significa eSATA alimentado. Também é conhecido como Power over eSATA, Power eSATA, eSATA/USB Combo ou eSATA USB Hybrid Port (EUHP). Uma porta eSATAp combina os quatro pinos da porta USB 2.0 (ou anterior), os sete pinos da porta eSATA e, opcionalmente, dois pinos de alimentação de 12 V. Tanto o tráfego SATA quanto a alimentação do dispositivo estão integrados em um único cabo, como é o caso do USB, mas não do eSATA. A alimentação de 5 V é fornecida através de dois pinos USB, enquanto a alimentação de 12 V pode ser fornecida opcionalmente. Normalmente, os computadores desktop, mas não os notebooks, fornecem energia de 12 V, assim como podem alimentar dispositivos que exigem essa voltagem, normalmente unidades de disco e CD/DVD de 3,5 polegadas, além de dispositivos de 5 V, como unidades de 2,5 polegadas.
Dispositivos USB e eSATA podem ser usados com uma porta eSATAp, quando conectados com um cabo USB ou eSATA, respectivamente. Um dispositivo eSATA não pode ser alimentado por meio de um cabo eSATAp, mas um cabo especial pode disponibilizar conectores SATA ou eSATA e de alimentação a partir de uma porta eSATAp.
Um conector eSATAp pode ser integrado a um computador com SATA e USB internos, ajustando um suporte com conexões para conectores SATA, USB e de alimentação internos e uma porta eSATAp acessível externamente. Embora os conectores eSATAp tenham sido integrados em vários dispositivos, os fabricantes não se referem a um padrão oficial.

#### Implementações pré-padrão
- Antes da especificação final do eSATA de 3 Gbit/s, vários produtos foram projetados para conexão externa de unidades SATA. Alguns deles usam o conector SATA interno ou até mesmo conectores projetados para outras especificações de interface, como FireWire. Esses produtos não são compatíveis com eSATA. A especificação eSATA final apresenta um conector específico projetado para manuseio brusco, semelhante ao conector SATA normal, mas com reforços nos lados macho e fêmea, inspirado no conector USB. O eSATA resiste à desconexão inadvertida e pode suportar puxões ou movimentos, o que pode quebrar um conector SATA macho (o disco rígido ou adaptador host, geralmente instalado dentro do computador). Com um conector eSATA, é necessária muito mais força para danificar o conector. Se ele quebrar, é provável que seja no lado fêmea, no próprio cabo,[carece de fontes?] que é relativamente fácil de substituir.
- Antes da especificação eSATA 6 Gbit/s final, muitas placas complementares e algumas placas-mãe anunciavam suporte a eSATA 6 Gbit/s porque tinham controladores SATA 3.0 de 6 Gbit/s para soluções somente internas. Essas implementações não são padrão, e os requisitos eSATA de 6 Gbit/s foram ratificados na especificação SATA 3.1 de 18 de julho de 2011[68] Alguns produtos podem não ser totalmente compatível com eSATA 6 Gbit/s.

### Mini-SATA (mSATA)

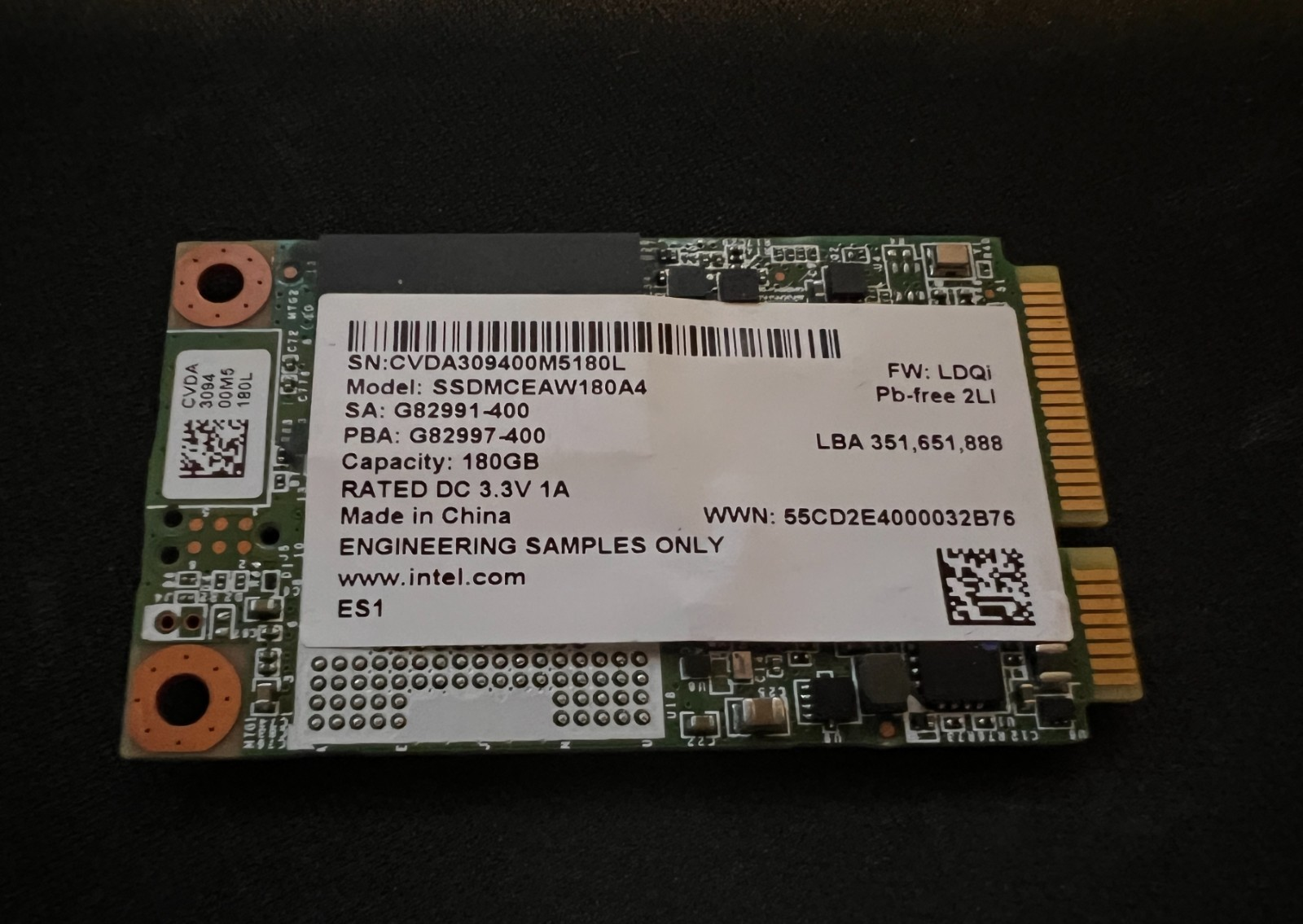
Um SSD mSATA

Mini-SATA (abreviado como mSATA), que é diferente do micro conector, foi anunciado pela Serial ATA International Organization em 21 de setembro de 2009. As inscrições incluem netbooks, laptops e outros dispositivos que exigem uma unidade de estado sólido em um tamanho pequeno pegada.
As dimensões físicas do conector mSATA são idênticas às da interface PCI Express Mini Card, mas as interfaces são eletricamente incompatíveis; os sinais de dados (TX±/RX± SATA, PETn0 PETp0 PERn0 PERp0 PCI Express) precisam de uma conexão com o controlador de host SATA em vez do host controlador PCI Express.
A especificação M.2 substituiu mSATA e mini-PCIe.

### Conector SFF-8784
| Bottom | Bottom | Bottom | Bottom        | Principal | Principal       | Principal | Principal    |
| Pino   | Função | Pino   | Função        | Pino      | Função          | Pino      | Função       |
| ------ | ------ | ------ | ------------- | --------- | --------------- | --------- | ------------ |
| 1      | Ground | 6      | Não utilizado | 11        | Ground          | 16        | +5 V         |
| 2      | Ground | 7      | +5 V          | 12        | B+ (transmitir) | 17        | Ground       |
| 3      | Ground | 8      | Não utilizado | 13        | B− (transmitir) | 18        | A− (receber) |
| 4      | Ground | 9      | Não utilizado | 14        | Ground          | 19        | A+ (receber) |
| 5      | LED    | 10     | Ground        | 15        | +5 V            | 20        | Ground       |

Dispositivos SATA finos de 2,5 polegadas, 5 mm (0,20 polegadas) de altura, usam o SFF-8784 conector de borda de vinte pinos para economizar espaço. Ao combinar os sinais de dados e linhas de energia em um conector fino que permite efetivamente a conexão direta à placa de circuito impresso (PCB) do dispositivo sem conectores adicionais que ocupam espaço, o SFF-8784 permite maior compactação do layout interno para dispositivos portáteis, como ultrabooks.
Os pinos 1 a 10 estão na parte inferior do conector, enquanto os pinos 11 a 20 estão na parte superior.

### SATA Express

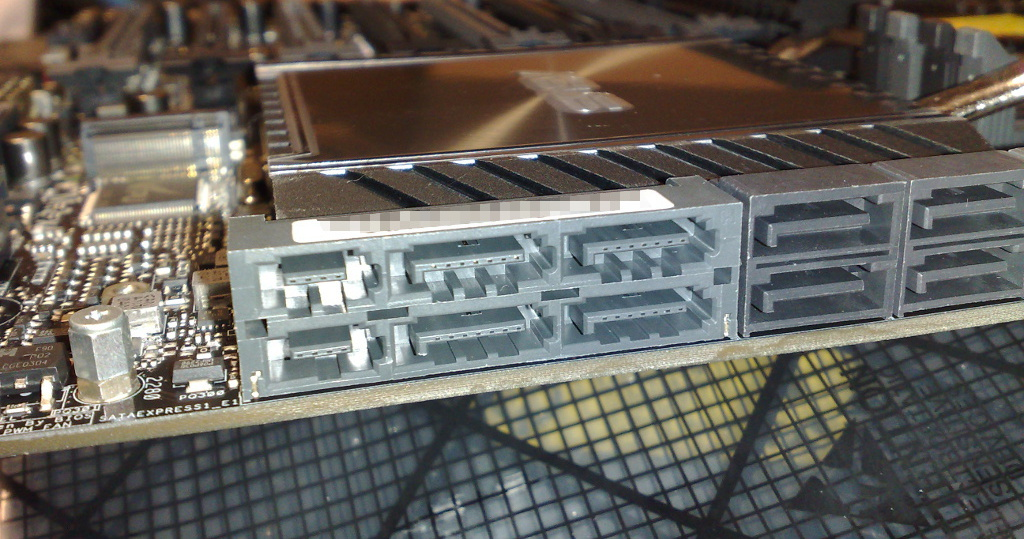
Dois conectores SATA Express (cinza claro) na placa-mãe do computador; à direita deles estão os conectores SATA comuns (cinza escuro).

SATA Express, inicialmente padronizado na especificação SATA 3.2,[carece de fontes?] é uma interface que suporta dispositivos de armazenamento SATA ou PCI Express. O conector host é compatível com versões anteriores do conector de dados SATA padrão de 3,5 polegadas, permitindo a conexão de até dois dispositivos SATA legados. Ao mesmo tempo Ao mesmo tempo, o conector host fornece até duas pistas PCI Express 3.0 como uma conexão PCI Express pura ao dispositivo de armazenamento, permitindo larguras de banda de até 2 GB/ v.
Em vez da abordagem usual de duplicar a velocidade nativa da interface SATA, o PCI Express foi selecionado para atingir velocidades de transferência de dados superiores a 6 Gbit/s. Concluiu-se que duplicar a velocidade SATA nativa levaria muito tempo, seriam necessárias muitas alterações no padrão SATA e resultaria em um consumo de energia muito maior quando comparado ao barramento PCI Express existente.
Além de oferecer suporte à Advanced Host Controller Interface (AHCI) herdada, o SATA Express também possibilita NVM Express (NVMe) a ser usado como interface de dispositivo lógico para dispositivos de armazenamento PCI Express conectados.
Como o formato M.2, descrito abaixo, alcançou popularidade muito maior, o SATA Express é considerado um padrão falho e as portas dedicadas desapareceram rapidamente das placas-mãe.

### M.2 (NGFF)

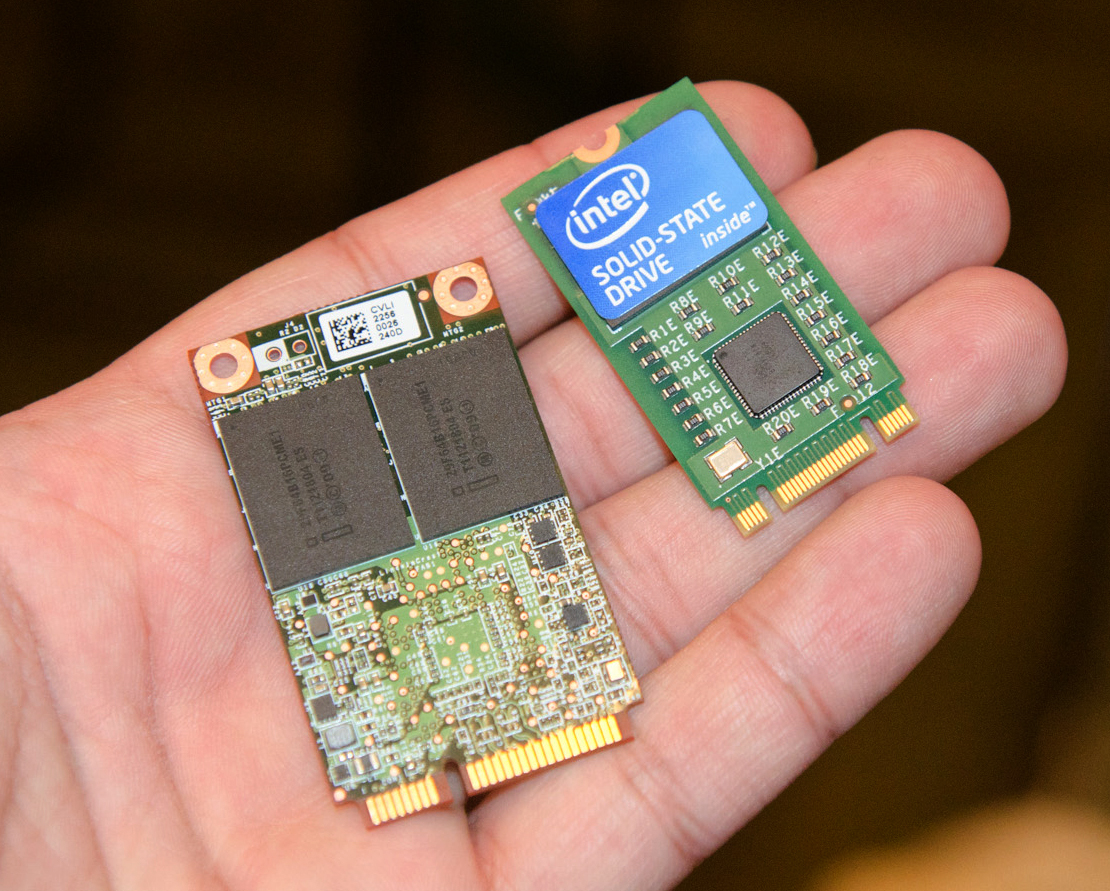
Comparação de tamanho de SSDs mSATA (esquerda) e M.2 (tamanho 2242, direita)

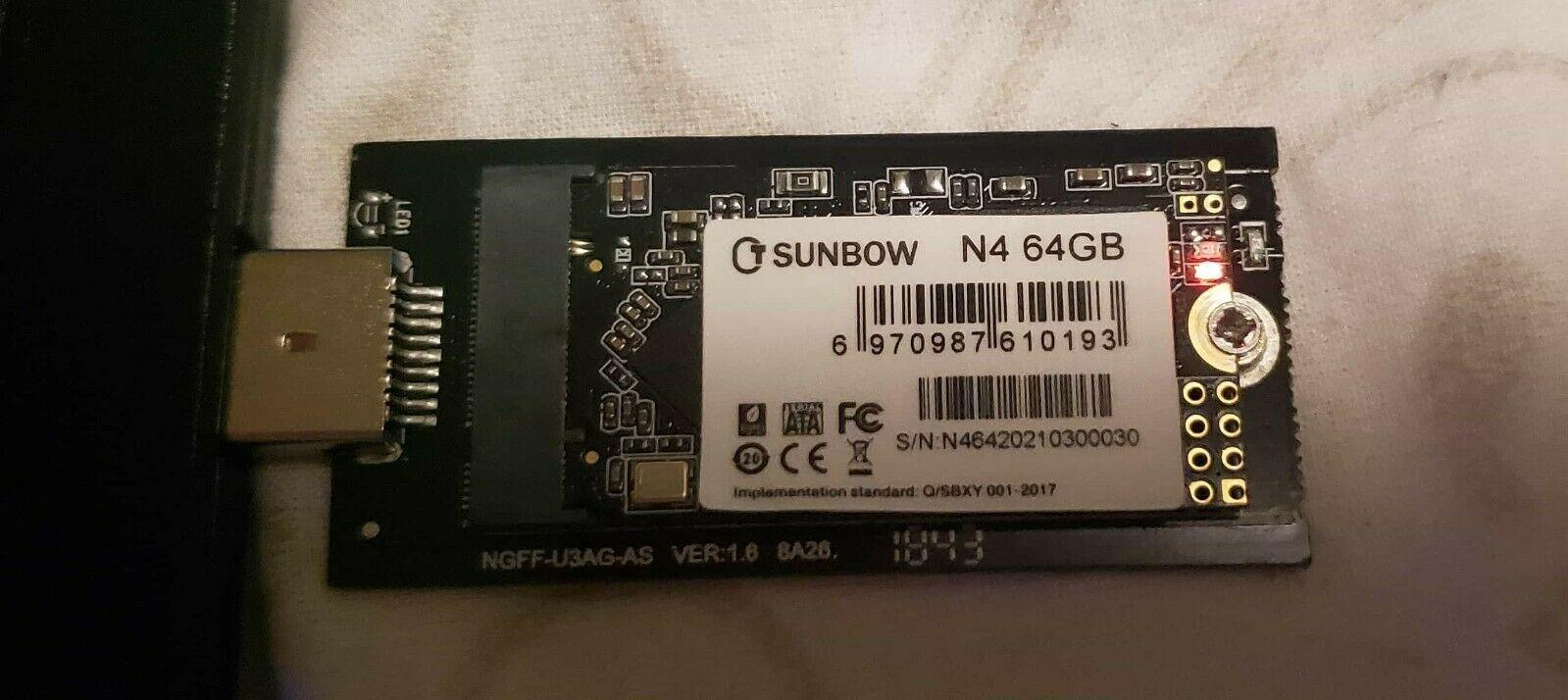
Uma unidade de estado sólido M.2 (2242) (SSD) conectado ao adaptador USB 3.0 e conectado ao computador

M.2, anteriormente conhecido como Next Generation Form Factor (NGFF), é um especificação para placas de expansão de computador e conectores associados. Ele substitui o padrão mSATA, que usa o layout físico do PCI Express Mini Card. Tendo uma especificação física menor e mais flexível, juntamente com recursos mais avançados, o M.2 é mais adequado para aplicações de armazenamento de estado sólido em geral, especialmente quando usado em dispositivos pequenos, como ultrabooks ou tablets.
O padrão M.2 foi projetado como uma revisão e melhoria do padrão mSATA, para que placas de circuito impresso (PCBs) maiores possam ser fabricado. Embora o mSATA tenha aproveitado o formato e o conector PCI Express Mini Card existentes, o M.2 foi projetado para maximizar o uso do espaço da placa e, ao mesmo tempo, minimizar o espaço ocupado.
As interfaces de controlador de host suportadas e as portas fornecidas internamente são um superconjunto daquelas definidas pela interface SATA Express. Essencialmente, o padrão M.2 é uma implementação de formato pequeno da interface SATA Express, com a adição de uma porta USB 3.0 interna.

### U.2 (SFF-8639)
U.2, anteriormente conhecido como SFF-8639. Assim como o M.2, ele carrega um sinal elétrico PCI Express, mas o U.2 usa um link PCIe 3.0 ×4, fornecendo uma largura de banda maior de 32 Gbit/s em cada direção. Para fornecer compatibilidade retroativa máxima, o conector U.2 também suporta SATA e SAS multicaminho.

## Protocolo
A especificação SATA definite três camadas de protocolo distintas: física, link e transporte.

### Camada física
A camada física define as características elétricas e físicas do SATA (como dimensões do cabo e parasitas, nível de tensão do driver e faixa de operação do receptor), bem como o subsistema de codificação física (codificação em nível de bit, detecção de dispositivo no fio e inicialização do link).
A transmissão física usa sinalização diferencial. O SATA PHY contém um par de transmissão e um par de recepção. Quando o link SATA não está em uso (exemplo: nenhum dispositivo conectado), o transmissor permite que os pinos de transmissão flutuem até seu nível de tensão de modo comum. Quando o link SATA está ativo ou na fase de inicialização do link, o transmissor aciona os pinos de transmissão na tensão diferencial especificada (1,5 V em SATA/I).
A codificação física SATA usa um sistema de codificação de linha conhecido como codificação 8b/10b. Este esquema atende a múltiplas funções necessárias para sustentar um link serial diferencial. Primeiro, o fluxo contém as informações de sincronização necessárias que permitem ao host/unidade SATA extrair o clock. A sequência codificada 8b/10b incorpora transições periódicas de borda para permitir que o receptor obtenha alinhamento de bits sem o uso de uma forma de onda de relógio de referência transmitida separadamente. A sequência também mantém um fluxo de bits neutro (balanceado em CC), o que permite que os drivers de transmissão e as entradas do receptor sejam AC-acoplado. Geralmente, a sinalização SATA real é half-duplex, o que significa que ela só pode ler ou gravar dados por vez.
Além disso, o SATA usa alguns dos caracteres especiais definidos em 8b/10b. Em particular, a camada PHY usa o caractere vírgula (K28.5) para manter o alinhamento dos símbolos. Uma sequência específica de quatro símbolos, a primitiva ALIGN, é usada para combinar a taxa de clock entre os dois dispositivos no link. Outros símbolos especiais comunicam informações de controle de fluxo produzidas e consumidas nas camadas superiores (link e transporte).
Links separados de sinalização diferencial de baixa tensão (LVDS) acoplados por CA ponto a ponto são usados para transmissão física entre o host e o inversor.
A camada PHY é responsável por detectar o outro dispositivo/SATA em um cabo e inicializar o link. Durante o processo de inicialização do link, o PHY é responsável por gerar localmente sinais especiais fora de banda, alternando o transmissor entre ocioso elétrico e caracteres 10b específicos em um padrão definido, negociando uma taxa de sinalização mutuamente suportada (1,5, 3,0, ou 6,0 Gbit/s) e, finalmente, sincronizar com o fluxo de dados da camada PHY do dispositivo remoto. Durante esse tempo, nenhum dado é enviado da camada de enlace.
Uma vez concluída a inicialização do link, a camada de link assume a transmissão de dados, com o PHY fornecendo apenas a conversão 8b/10b antes da transmissão de bits.

### Camada de link
Após a camada PHY estabelecer um link, a camada de link é responsável pela transmissão e recepção de Frame Information Structures (FISs) através do link SATA. FISs são pacotes contendo informações de controle ou dados de carga útil. Cada pacote contém um cabeçalho (identificando seu tipo) e uma carga cujo conteúdo depende do tipo. A camada de enlace também gerencia o controle de fluxo sobre o enlace.

### Camada de transporte
A camada número três na especificação serial ATA é a camada de transporte. Esta camada tem a responsabilidade de atuar sobre os frames e transmitir/receber os frames em uma sequência apropriada. A camada de transporte cuida da montagem e desmontagem de estruturas FIS, o que inclui, por exemplo, extrair conteúdo de registradores FIS para o arquivo de tarefas e informar a camada de comando. De forma abstrata, a camada de transporte é responsável por criar e codificar estruturas FIS solicitadas pela camada de comando e remover essas estruturas quando os quadros são recebidos.
Quando dados DMA devem ser transmitidos e recebidos da camada de comando superior, a camada de transporte anexa o cabeçalho de controle FIS à carga útil e informa a camada de enlace para se preparar para a transmissão. O mesmo procedimento é realizado quando os dados são recebidos, mas na ordem inversa. A camada de enlace sinaliza à camada de transporte que há dados de entrada disponíveis. Depois que os dados são processados pela camada de enlace, a camada de transporte inspeciona o cabeçalho FIS e o remove antes de encaminhar os dados para a camada de comando.

## Topologia

Topologia SATA: host (H), multiplicador (M) e dispositivo (D)

SATA usa uma arquitetura ponto a ponto. A conexão física entre um controlador e um dispositivo de armazenamento não é compartilhada entre outros controladores e dispositivos de armazenamento. SATA define multiplicadores, que permitem que uma única porta de controlador SATA acione até quinze dispositivos de armazenamento. O multiplicador desempenha a função de hub; o controlador e cada dispositivo de armazenamento são conectados ao hub. Isso é conceitualmente semelhante aos expansores SAS.
Os sistemas de PC Modernos possuem controladores SATA integrados à placa-mãe, normalmente com duas a oito portas. Portas adicionais podem ser instaladas por meio de adaptadores host SATA complementares (disponíveis em diversas interfaces de barramento: USB, PCI, PCIe).

## Compatibilidade com versões anteriores e futuras

### SATA e PATA

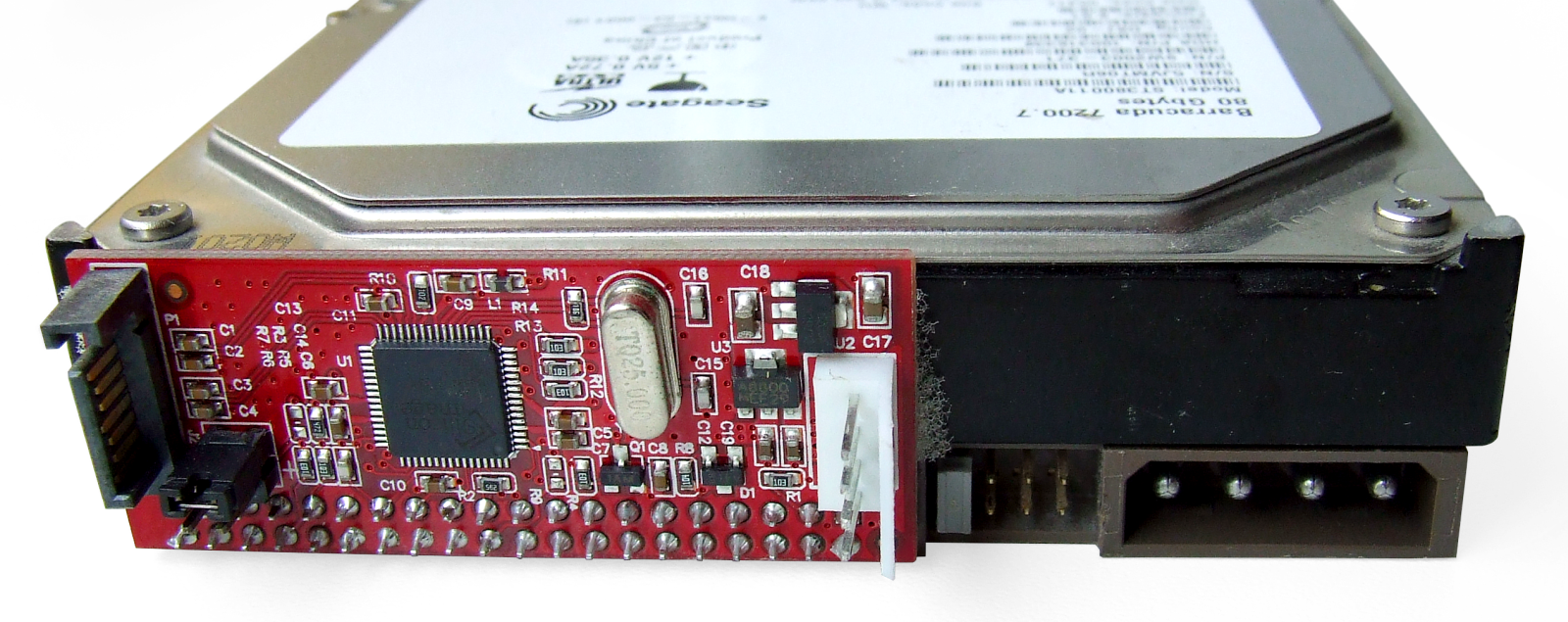
Disco rígido PATA com conversor SATA conectado

No nível da interface de hardware, os dispositivos SATA e PATA (Parallel AT Attachment) são completamente incompatíveis: eles não podem ser interconectados sem um adaptador.
No nível do aplicativo, os dispositivos SATA podem ser especificados para parecerem e agirem como dispositivos PATA.
Muitas placas-mãe oferecem um "Modo Legado" opção, que faz com que as unidades SATA apareçam para o sistema operacional como unidades PATA em um controlador padrão. Este Modo Legado facilita a instalação do sistema operacional, pois não exige que um driver específico seja carregado durante a configuração, mas sacrifica o suporte para alguns recursos (específicos do fornecedor) do SATA. O Modo Legado muitas vezes, senão sempre, desativa algumas das placas. Portas PATA ou SATA, já que a interface do controlador PATA padrão suporta apenas quatro unidades. (Muitas vezes, as portas desabilitadas são configuráveis.)
A herança comum do conjunto de comandos ATA permitiu a proliferação de chips ponte PATA para SATA de baixo custo. Os chips Bridge foram amplamente utilizados em unidades PATA (antes da conclusão das unidades SATA nativas), bem como em conversores independentes. Quando conectado a uma unidade PATA, um conversor no lado do dispositivo permite que a unidade PATA funcione como uma unidade SATA. Os conversores do lado do host permitem que uma porta PATA da placa-mãe se conecte a uma unidade SATA.
O mercado produziu gabinetes alimentados para unidades PATA e SATA que fazem interface com o PC através de USB, Firewire ou eSATA, com as restrições mencionadas acima. Existem placas PCI com conector SATA que permitem que unidades SATA se conectem a sistemas legados sem conectores SATA.

### SATA 1.5 Gbit/s e SATA 3 Gbit/s
Os projetistas do padrão SATA têm como objetivo geral a compatibilidade futura com futuras revisões do padrão SATA. Para evitar problemas de interoperabilidade que podem ocorrer quando unidades SATA de próxima geração são instaladas em placas-mãe com controladores host SATA 1,5 Gbit/s legados padrão, muitos fabricantes facilitaram a mudança dessas unidades mais novas para o modo do padrão anterior. Exemplos de tais disposições incluem:
- A Seagate/Maxtor adicionou um jumper-switch acessível ao usuário, conhecido como "force 150", para permitir a alternância da unidade entre a operação negociada forçada de 1,5 Gbit/s e 1,5/3 Gbit/s.
- A Western Digital usa uma configuração de jumper chamada OPT1 ativado para forçar a velocidade de transferência de dados de 1,5 Gbit/s (OPT1 é ativado colocando o jumper em pinos 5 e 6).[83]
- As unidades Samsung podem ser forçadas para o modo 1,5 Gbit/s usando software que pode ser baixado do site do fabricante. Configurar algumas unidades Samsung dessa maneira requer o uso temporário de um controlador SATA-2 (SATA 3,0 Gbit/s) durante a programação da unidade.

A "força 150" switch (ou equivalente) também é útil para conectar discos rígidos SATA de 3 Gbit/s a controladores SATA em placas PCI, já que muitos desses controladores (como o Silicon Image chips) funcionam a 3 Gbit/s, mesmo que o barramento PCI não possa atingir velocidades de 1,5 Gbit/s. Isso pode causar corrupção de dados em sistemas operacionais que não testam especificamente essa condição e limitar a velocidade de transferência do disco.[carece de fontes?]

### SATA 3 Gbit/s e SATA 6 Gbit/s
SATA 3 Gbit/s e SATA 6 Gbit/s são compatíveis entre si. A maioria dos dispositivos que são apenas SATA 3 Gbit/s podem se conectar com dispositivos que são SATA 6 Gbit/s e vice-versa, embora os dispositivos SATA 3 Gbit/s se conectem com dispositivos SATA 6 Gbit/s apenas na velocidade mais lenta de 3 Gbit/s.

### SATA 1.5 Gbit/s e SATA 6 Gbit/s
SATA 1,5 Gbit/s e SATA 6 Gbit/s são compatíveis entre si. A maioria dos dispositivos que são apenas SATA 1,5 Gbit/s podem se conectar com dispositivos que são SATA 6 Gbit/s e vice-versa, embora os dispositivos SATA 1,5 Gbit/s só se conectem com dispositivos SATA 6 Gbit/s na velocidade mais lenta de 1,5 Gbit/s.

## Comparação com outras interfaces

### SATA e SCSI
Paralelo SCSI usa um barramento mais complexo que o SATA, geralmente resultando em custos de fabricação mais elevados. Os barramentos SCSI também permitem a conexão de vários drives em um canal compartilhado, enquanto o SATA permite um drive por canal, a menos que seja usado um multiplicador de porta. O Serial Attached SCSI usa as mesmas interconexões físicas que o SATA, e a maioria dos HBAs SAS também oferece suporte a dispositivos SATA de 3 e 6 Gbit/s (um HBA requer suporte para Serial ATA Tunneling Protocol).
O SATA 3 Gbit/s teoricamente oferece uma largura de banda máxima de 300 MB/s por dispositivo, o que é apenas um pouco inferior à velocidade nominal do SCSI Ultra 320, com um máximo de 320 MB/s no total para todos os dispositivos em um barramento. As unidades SCSI fornecem maior rendimento sustentado do que várias unidades SATA conectadas por meio de um multiplicador de porta simples (ou seja, baseado em comando) devido ao desempenho de desconexão-reconexão e agregação. Em geral, os dispositivos SATA se conectam compatível com gabinetes e adaptadores SAS, enquanto os dispositivos SCSI não podem ser conectados diretamente a um barramento SATA.
Unidades SCSI, SAS e Fibre Channel (FC) são mais caras que SATA, portanto são usadas em servidores e matrizes de disco onde o melhor desempenho justifica o custo adicional. Unidades ATA e SATA baratas evoluíram no mercado de computadores domésticos, portanto, acredita-se que elas sejam menos confiáveis. À medida que esses dois mundos se sobrepunham, o assunto da confiabilidade tornou-se um tanto controverso. Observe que, em geral, a taxa de falhas de uma unidade de disco está relacionada à qualidade de seus cabeçotes, pratos e processos de fabricação de suporte, e não à sua interface.
O uso de ATA serial no mercado empresarial aumentou de 22% em 2006 para 28% em 2008.

### Comparação com outros barramentos
Dispositivos SCSI-3 com conectores SCA-2 são projetados para troca a quente. Muitos servidores e sistemas RAID fornecem suporte de hardware para troca a quente transparente. Os projetistas do padrão SCSI anteriores aos conectores SCA-2 não tinham como objetivo a troca a quente, mas, na prática, a maioria das implementações de RAID oferece suporte à troca a quente de discos rígidos.
| Nome                         | Taxa de dados bruta | Taxa de dados                                                                  | Comprimeiro máximo do cabo             | Energia fornecida                                                | Dispositivos por canal                         |
| ---------------------------- | ------------------- | ------------------------------------------------------------------------------ | -------------------------------------- | ---------------------------------------------------------------- | ---------------------------------------------- |
| eSATA                        | 6 Gbit/s            | 600 MB/s                                                                       | - 2 m - 1 m com adaptador SATA passivo | Não                                                              | 1 (15 com um multiplicador de porta)           |
| eSATAp                       | 6 Gbit/s            | 600 MB/s                                                                       | - 2 m - 1 m com adaptador SATA passivo | 5 V, e, opcionalmente, 12 V                                      | 1 (15 com um multiplicador de porta)           |
| SATA Express                 | 16 Gbit/s           | 1.97 GB/s                                                                      | 1 m                                    | Não                                                              | 1 (15 com um multiplicador de porta)           |
| SATA revision 3.0            | 6 Gbit/s            | 600 MB/s                                                                       | 1 m                                    | Não                                                              | 1 (15 com um multiplicador de porta)           |
| SATA revision 2.0            | 3 Gbit/s            | 300 MB/s                                                                       | 1 m                                    | Não                                                              | 1 (15 com um multiplicador de porta)           |
| SATA revision 1.0            | 1.5 Gbit/s          | 150 MB/s                                                                       | 1 m                                    | Não                                                              | 1                                              |
| PATA (IDE) 133               | 1.064 Gbit/s        | 133.3 MB/s                                                                     | 0.46 m (18 pol.)                       | 5 V (somente conector de 44 pinos para unidade de 2,5 polegadas) | 2                                              |
| SAS-4                        | 22.5 Gbit/s         | 2.25 GB/s                                                                      | 10 m                                   | Apenas conectores de backplane                                   | 1 (> 65k com expansores)                       |
| SAS-3                        | 12 Gbit/s           | 1.2 GB/s                                                                       | 10 m                                   | Apenas conectores de backplane                                   | 1 (> 65k com expansores)                       |
| SAS-2                        | 6 Gbit/s            | 600 MB/s                                                                       | 10 m                                   | Apenas conectores de backplane                                   | 1 (> 65k com expansores)                       |
| SAS-1                        | 3 Gbit/s            | 300 MB/s                                                                       | 10 m                                   | Apenas conectores de backplane                                   | 1 (> 65k com expansores)                       |
| IEEE 1394 (FireWire) 3200    | 3.144 Gbit/s        | 393 MB/s                                                                       | 100 m (mais com cabos especiais)       | 15 W, 12–25 V                                                    | 63 (com um hub)                                |
| IEEE 1394 (FireWire) 800     | 786 Mbit/s          | 98.25 MB/s                                                                     | 100 m                                  | 15 W, 12–25 V                                                    | 63 (com um hub)                                |
| IEEE 1394 (FireWire) 400     | 393 Mbit/s          | 49.13 MB/s                                                                     | 4.5 m                                  | 15 W, 12–25 V                                                    | 63 (com um hub)                                |
| USB 3.2 (Geração 2x2)        | 20 Gbit/s           | 2.44 GB/s                                                                      | 1 m (cabo passivo padrão USB-IF)       | Sim 100 W, 5, 12 ou 20 V                                         | 127 (com um hub)                               |
| USB 3.1 (Geração 2)          | 10 Gbit/s           | 1.22 GB/s                                                                      | 1 m cabo passivo padrão USB-IF)        | 100 W, 5, 12 ou 20 V                                             | 127 (com um hub)                               |
| USB 3.0 (USB 3.2, Geração 1) | 5 Gbit/s            | 610 MB/s ou mais (excl. protocolo overhead, controle de fluxo e enquadramento) | 2 m (cabo passivo padrão USB-IF)       | 4.5 W, 5 V                                                       | 127 (com um hub)                               |
| USB 2.0                      | 480 Mbit/s          | 58 MB/s                                                                        | 5 m                                    | 2.5 W, 5 V                                                       | 127 (com um hub)                               |
| USB 1.1                      | 12 Mbit/s           | 1.5 MB/s                                                                       | 3 m                                    | Sim                                                              | 127 (com um hub)                               |
| SCSI Ultra-320               | 2.56 Gbit/s         | 320 MB/s                                                                       | 12 m                                   | Somente com SCA Backplane                                        | 15 excl. adaptador de barramento de host/host  |
| 10GFC Fibre Channel          | 10.52 Gbit/s        | 1.195 GB/s                                                                     | 2 m – 50 km                            | Não                                                              | 126 (16,777,216 com interruptores)             |
| 4GFC Fibre Channel           | 4.25 Gbit/s         | 398 MB/s                                                                       | 12 m                                   | Não                                                              | 126 (16,777,216 com interruptores)             |
| InfiniBand Taxa quádrupla    | 10 Gbit/s           | 0.98 GB/s                                                                      | - 5 m (cobre) - <10 km (fibra)         | Não                                                              | 1 com ponto-a-ponto, muitos com malha comutada |
| Thunderbolt                  | 10 Gbit/s           | 1.22 GB/s                                                                      | - 3 m (cobre) - 100 m (fibra)          | 10 W (somente cobre)                                             | 7                                              |
| Thunderbolt 2                | 20 Gbit/s           | 2.44 GB/s                                                                      | - 3 m (cobre) - 100 m (fibra)          | 10 W (somente cobre)                                             | 7                                              |
| Thunderbolt 3                | 40 Gbit/s           | 4.88 GB/s                                                                      | - 3 m (cobre) - 100 m (fibra)          | 100 W (somente cobre)                                            | 7                                              |